# Persone di nome Mario
| Questa pagina contiene informazioni ricavate automaticamente dalle voci biografiche con l'ausilio del template Bio e di un bot. L'aggiornamento è periodico e automatico e ricostruisce completamente la pagina. Se manca una persona in questa lista, sei pregato di non aggiungerla, ma accertati piuttosto che la sua voce biografica contenga il template Bio e che i dati anagrafici siano correttamente compilati. Se il template Bio manca, inseriscilo tu stesso o, in alternativa, metti l'avviso {{tmp\|Bio}} che ne segnala la mancanza. Se i dati riportati sono sbagliati, correggi direttamente la voce biografica; le modifiche saranno visibili in questa lista entro pochi giorni. Per chiarimenti vedi il progetto antroponimi. La lista contiene solo le 2.244 persone che sono citate nell'enciclopedia e per le quali è stato implementato correttamente il template Bio. Pagina aggiornata al 6 ago 2025. |

Questa è una lista di persone presenti nell'enciclopedia che hanno il nome Mario, suddivise per attività principale.

## Abati(1)
- Mario Righetti, abate italiano (Camogli, n. 1882 - Genova, † 1975)

## Agronomi(3)
- Mario Ascione, agronomo, dirigente d'azienda e politico italiano (Sassari, n. 1897 - Sassari, † 1978)
- Mario Calvino, agronomo e botanico italiano (Sanremo, n. 1875 - Sanremo, † 1951)
- Mario Maratelli, agronomo italiano (Vercelli, n. 1879 - San Germano Vercellese, † 1955)

## Allenatori di calcio a 5(1)
- Mario Patriarca, allenatore di calcio a 5 e ex giocatore di calcio a 5 italiano (Pescara, n. 1965)

## Allenatori di hockey su ghiaccio(1)
- Mario Simioni, allenatore di hockey su ghiaccio e ex hockeista su ghiaccio canadese (Toronto, n. 1963)

## Allenatori di pallacanestro(1)
- Mario De Sisti, allenatore di pallacanestro italiano (Ferrara, n. 1941 - Ferrara, † 2017)

## Allenatori di pallavolo(2)
- Mario Regulo Martínez, allenatore di pallavolo argentino (Santa Fe, n. 1962)
- Mario Motta, allenatore di pallavolo italiano (Vimercate, n. 1960)

## Allenatori di sci alpino(2)
- Mario Cotelli, allenatore di sci alpino italiano (Tirano, n. 1943 - Sondrio, † 2019)
- Mario Scheiber, allenatore di sci alpino e ex sciatore alpino austriaco (Sankt Jakob in Defereggen, n. 1983)

## Allenatori di tennis(1)
- Mario Ančić, allenatore di tennis e ex tennista croato (Spalato, n. 1984)

## Alpinisti(8)
- Mario Corradini, alpinista e scrittore italiano (Trento, n. 1951)
- Mario Curnis, alpinista e scrittore italiano (Nembro, n. 1936)
- Mario Fantin, alpinista e regista italiano (Bologna, n. 1921 - Bologna, † 1980)
- Mario Merelli, alpinista italiano (Vertova, n. 1962 - Punta Scais, † 2012)
- Mario Panzeri, alpinista italiano (Costa Masnaga, n. 1964)
- Mario Piacenza, alpinista, etnologo e esploratore italiano (Pollone, n. 1884 - Biella, † 1957)
- Mario Puchoz, alpinista italiano (Courmayeur, n. 1918 - K2, † 1954)
- Mario Vielmo, alpinista e regista italiano (Lonigo, n. 1964)

## Ammiragli(9)
- Mario Bini, ammiraglio italiano (Viareggio, n. 1918 - Roma, † 2012)
- Mario Bonetti, ammiraglio italiano (Arezzo, n. 1888 - Genova, † 1961)
- Mario Casanuova Jerserinch, ammiraglio e politico italiano (L'Aquila, n. 1867 - Cordignano, † 1949)
- Mario Casardi, ammiraglio italiano (Roma, n. 1915 - Roma, † 1982)
- Mario Falangola, ammiraglio italiano (Roma, n. 1880 - Roma, † 1967)
- Mario Giorgini, ammiraglio italiano (Massa, n. 1900 - Firenze, † 1977)
- Mario Mezzadra, ammiraglio italiano (Luino, n. 1894 - Roma, † 1966)
- Mario Pellegrini, ammiraglio italiano (Vignola, n. 1880 - Modena, † 1954)
- Mario Porta, ammiraglio italiano (Firenze, n. 1925 - Portoferraio, † 2018)

## Anarchici(4)
- Mario Betto, anarchico e partigiano italiano (Venezia, n. 1909 - Barcis, † 1944)
- Mario Buda, anarchico italiano (Savignano sul Rubicone, n. 1883 - Savignano sul Rubicone, † 1963)
- Mario Mantovani, anarchico, partigiano e pubblicista italiano (Milano, n. 1897 - Limbiate, † 1977)
- Mario Orazio Perelli, anarchico e partigiano italiano (Ferrara, n. 1899 - Milano, † 1981)

## Arbitri di calcio(12)
- Mario Argento, arbitro di calcio, allenatore di calcio e calciatore italiano (Napoli, n. 1895)
- Mario Bernardis, ex arbitro di calcio italiano (Pola, n. 1931)
- Mario Casetta, arbitro di calcio italiano (Milano, n. 1898)
- Mario Ciamberlini, arbitro di calcio italiano (Sanremo, n. 1900 - Genova, † 1977)
- Mario van der Ende, ex arbitro di calcio olandese (L'Aia, n. 1956)
- Mario Escobar, arbitro di calcio guatemalteco (n. 1986)
- Mario Facchin, ex arbitro di calcio italiano (San Giorgio di Nogaro, n. 1943)
- Camillo Ferro, arbitro di calcio italiano (Savona, n. 1894)
- Mario Maurelli, arbitro di calcio italiano (Sarnano, n. 1914 - Montefiascone, † 2000)
- Mario Mazzoleni, ex arbitro di calcio italiano (Bergamo, n. 1971)
- Mario Sánchez, ex arbitro di calcio cileno (n. 1956)
- Mario Scotto, arbitro di calcio italiano (Savona, n. 1904 - Genova, † 1986)

## Arbitri di pallacanestro(1)
- Mario Hopenhaym, arbitro di pallacanestro uruguaiano (Buenos Aires, n. 1926 - Montevideo, † 2016)

## Archeologi(4)
- Mario Iozzo, archeologo e funzionario italiano (Catanzaro, n. 1957)
- Mario Mirabella Roberti, archeologo italiano (Venezia, n. 1909 - Milano, † 2002)
- Mario Napoli, archeologo italiano (Napoli, n. 1915 - Salerno, † 1976)
- Mario Torelli, archeologo e funzionario italiano (Roma, n. 1937 - Palermo, † 2020)

## Architetti(32)
- Mario dell'Arco, architetto e poeta italiano (Roma, n. 1905 - Roma, † 1996)
- Mario Asnago, architetto e pittore italiano (Barlassina, n. 1896 - Monza, † 1981)
- Mario Bacciocchi, architetto e urbanista italiano (Fiorenzuola d'Arda, n. 1902 - Milano, † 1974)
- Mario Baresi, architetto e ingegnere italiano (Grado, n. 1909 - Gorizia, † 1994)
- Mario Botta, architetto e scultore svizzero (Mendrisio, n. 1943)
- Mario Campi, architetto svizzero (Zurigo, n. 1936 - Lugano, † 2011)
- Mario Cereghini, architetto e pittore italiano (Lecco, n. 1903 - Madesimo, † 1966)
- Mario Chiattone, architetto e pittore svizzero (Bergamo, n. 1891 - Lugano, † 1957)
- Mario Cucinella, architetto e designer italiano (Palermo, n. 1960)
- Mario De Renzi, architetto e urbanista italiano (Roma, n. 1897 - Roma, † 1967)
- Mario Di Stefano, architetto e ingegnere italiano (Catania, n. 1815 - Catania, † 1890)
- Mario Fiorentino, architetto e urbanista italiano (Roma, n. 1918 - Roma, † 1982)
- Mario Galvagni, architetto italiano (Milano, n. 1928 - Milano, † 2020)
- Mario Gandelsonas, architetto e teorico dell'architettura argentino (Buenos Aires, n. 1938)
- Ignazio Gardella, architetto, ingegnere e designer italiano (Milano, n. 1905 - Milano, † 1999)
- Mario Gioffredo, architetto, ingegnere e incisore italiano (Napoli, n. 1718 - Napoli, † 1785)
- Mario Labò, architetto e storico dell'architettura italiano (Genova, n. 1884 - Genova, † 1961)
- Mario Musumeci, architetto italiano (Catania, n. 1778 - Catania, † 1852)
- Mario Occhiuto, architetto e politico italiano (Cosenza, n. 1964)
- Mario Palanti, architetto italiano (Milano, n. 1885 - Milano, † 1978)
- Mario Pani, architetto messicano (Città del Messico, n. 1911 - Città del Messico, † 1993)
- Mario Paniconi, architetto e urbanista italiano (Roma, n. 1904 - Frascati, † 1973)
- Mario Pellegrini, architetto italiano (Piacenza, n. 1910 - Firenze, † 1954)
- Mario Ludovico Quarini, architetto italiano (Chieri, n. 1736 - Torino, † 1800)
- Mario Ridolfi, architetto italiano (Roma, n. 1904 - Terni, † 1984)
- Mario Romano, architetto italiano (Roma, n. 1898 - † 1987)
- Mario Rossi, architetto italiano (Roma, n. 1897 - Cairo, † 1961)
- Mario Tamagno, architetto italiano (Torino, n. 1877 - † 1941)
- Mario Terzaghi, architetto e designer italiano (Firenze, n. 1915 - Milano, † 1998)
- Mario Tufaroli Luciano, architetto e urbanista italiano (Napoli, n. 1903 - Roma, † 1971)
- Mario Virano, architetto e dirigente d'azienda italiano (Rivoli, n. 1944 - † 2023)
- Mario Vodret, architetto italiano (Cagliari, n. 1893 - Roma, † 1948)

## Arcivescovi cattolici(15)
- Mario Brini, arcivescovo cattolico italiano (Piombino, n. 1908 - Roma, † 1995)
- Mario Carafa, arcivescovo cattolico italiano (Napoli - Napoli, † 1576)
- Mario Antonio Cargnello, arcivescovo cattolico argentino (San Fernando del Valle de Catamarca, n. 1952)
- Mario Roberto Cassari, arcivescovo cattolico e diplomatico italiano (Ghilarza, n. 1943 - Oristano, † 2017)
- Mario Jsmaele Castellano, arcivescovo cattolico italiano (Oneglia, n. 1913 - Siena, † 2007)
- Mario Joseph Conti, arcivescovo cattolico britannico (Elgin, n. 1934 - Glasgow, † 2022)
- Mario Delpini, arcivescovo cattolico italiano (Gallarate, n. 1951)
- Mario Filonardi, arcivescovo cattolico italiano (Bauco, n. 1594 - Roma, † 1644)
- Mario Iceta Gavicagogeascoa, arcivescovo cattolico spagnolo (Guernica, n. 1965)
- Mario Miglietta, arcivescovo cattolico italiano (Leverano, n. 1925 - Albano Laziale, † 1996)
- Mario Milano, arcivescovo cattolico italiano (Nicastro, n. 1936)
- Mario Peressin, arcivescovo cattolico italiano (Azzano Decimo, n. 1923 - L'Aquila, † 1999)
- Mario Schierano, arcivescovo cattolico italiano (Sanremo, n. 1915 - Roma, † 1990)
- Mario Toccabelli, arcivescovo cattolico italiano (Vestone, n. 1889 - Siena, † 1961)
- Mario Vianello, arcivescovo cattolico italiano (Venezia, n. 1887 - Senigallia, † 1955)

## Arrangiatori(1)
- Mario Carta, arrangiatore e pianista italiano (Mandas, n. 1906 - Hollywood, † 1998)

## Artisti(10)
- Mario Ballocco, artista italiano (Milano, n. 1913 - Milano, † 2008)
- Mario Canali, artista italiano (Monza, n. 1952)
- Mario Lucerna, artista e ceramista italiano (Caltagirone, n. 1926 - Messina, † 2007)
- Mario Mariotti, artista italiano (Montespertoli, n. 1936 - Firenze, † 1997)
- Mario Melis, artista e pittore italiano (Roma, n. 1906 - Roma, † 1988)
- Mario Merz, artista, pittore e scultore italiano (Milano, n. 1925 - Milano, † 2003)
- Mario Nanni, artista italiano (Lugo di Romagna, n. 1955)
- Mario Toffetti, artista italiano (Mozzanica, n. 1948 - Fornovo San Giovanni, † 2013)
- Mario Volpe, artista colombiano (Barranquilla, n. 1936 - Berna, † 2013)
- Mario Mirko Vucetich, artista italiano (Bologna, n. 1898 - Vicenza, † 1975)

## Astrofisici(1)
- Mario Livio, astrofisico e divulgatore scientifico israeliano (Bucarest, n. 1945)

## Astronomi(10)
- Mario Cavedon, astronomo e divulgatore scientifico italiano (Milano, n. 1920 - Milano, † 2009)
- Mario Reynaldo Cesco, astronomo argentino
- Mario Di Martino, astronomo e divulgatore scientifico italiano (Viareggio, n. 1947)
- Mario Di Sora, astronomo italiano (Roma, n. 1961)
- Mario A. Ferrero, astronomo italiano (n. 1904 - † 1965)
- Mario Girolamo Fracastoro, astronomo e fisico italiano (Firenze, n. 1914 - Torino, † 1994)
- Mario Guiducci, astronomo italiano (Firenze, n. 1583 - Firenze, † 1646)
- Mario Jurić, astronomo croato (Zagabria, n. 1979)
- Mario Rigutti, astronomo e divulgatore scientifico italiano (Trieste, n. 1926)
- Mario Tonincelli, astronomo italiano

## Atleti paralimpici(1)
- Mario Alberto Bertolaso, atleta paralimpico italiano (Padova, n. 2000)

## Attivisti(4)
- Mario Furlan, attivista, giornalista e scrittore italiano (Milano, n. 1964)
- Mario Merlino, attivista, scrittore e traduttore italiano (Roma, n. 1944)
- Mario Mieli, attivista e scrittore italiano (Milano, n. 1952 - Milano, † 1983)
- Mario Savio, attivista statunitense (New York, n. 1942 - Sebastopol, † 1996)

## Attori teatrali(3)
- Mario Baistrocchi, attore teatrale e militare italiano (Buenos Aires, n. 1892 - Flambro, † 1917)
- Mario Brusa, attore teatrale, doppiatore e direttore del doppiaggio italiano (Torino, n. 1946)
- Mario Pirovano, attore teatrale italiano (Milano, n. 1950)

## Autori di videogiochi(1)
- Chris Darril, autore di videogiochi italiano (Catania, n. 1989)

## Autori televisivi(1)
- Mario D'Amico, autore televisivo italiano (Milano, n. 1956)

## Aviatori(8)
- Mario de Bernardi, aviatore e militare italiano (Venosa, n. 1893 - Roma, † 1959)
- Mario Cobianchi, aviatore italiano (Bologna, n. 1885 - Roma, † 1944)
- Mario Daverio, aviatore e militare italiano (Cameri, n. 1908 - Tobruch, † 1941)
- Mario Mameli, aviatore italiano (Cagliari, n. 1910 - Tembien, † 1936)
- Mario Martire, aviatore italiano (Pedace, n. 1910 - Lager Gusen, Mauthausen, † 1945)
- Mario Rigatti, aviatore e militare italiano (Rovereto, n. 1910 - Treviso, † 1970)
- Mario Squarcina, aviatore e militare italiano (Padova, n. 1920 - Treviso, † 1998)
- Mario Stoppani, aviatore italiano (Lovere, n. 1895 - Lago d'Iseo, † 1959)

## Avvocati(16)
- Mario Adorno, avvocato e patriota italiano (Siracusa, n. 1773 - Siracusa, † 1837)
- Mario Alessi, avvocato e politico italiano (Palma di Montechiaro, n. 1854 - Agrigento, † 1928)
- Mario Assennato, avvocato e politico italiano (Brindisi, n. 1902 - Roma, † 2000)
- Mario Berlinguer, avvocato, giornalista e politico italiano (Sassari, n. 1891 - Roma, † 1969)
- Mario Boneschi, avvocato e giurista italiano (Busto Arsizio, n. 1907 - Milano, † 1991)
- Mario Cavallari, avvocato, politico e antifascista italiano (Portomaggiore, n. 1878 - Bologna, † 1960)
- Mario Cuomo, avvocato e politico statunitense (New York, n. 1932 - New York, † 2015)
- Mario Jacchia, avvocato, militare e partigiano italiano (Bologna, n. 1896 - Parma, † 1944)
- Mario Jannelli, avvocato e politico italiano (Tricarico, n. 1892 - Roma, † 1958)
- Mario Martelli, avvocato e politico italiano (Milano, n. 1838 - Milano, † 1915)
- Mario Massetti, avvocato, atleta e militare italiano (Roma, n. 1889 - Monte San Michele, † 1915)
- Mario Procaccino, avvocato e politico statunitense (Bisaccia, n. 1912 - Harrison, † 1995)
- Mario Scaramella, avvocato italiano (Napoli, n. 1970)
- Mario Sestito, avvocato e politico italiano (Petilia Policastro, n. 1928 - Roma, † 1987)
- Mario Venditti, avvocato e politico italiano (Cerreto Sannita, n. 1889 - Napoli, † 1964)
- Mario Villarroel Lander, avvocato e attivista venezuelano (Caracas, n. 1947)

## Banchieri(2)
- Mario Conde, banchiere, avvocato e politico spagnolo (Tuy, n. 1948)
- Mario Ercolani, banchiere italiano (Roma, n. 1913 - Roma, † 2008)

## Baritoni(7)
- Mario Ancona, baritono italiano (Livorno, n. 1860 - Firenze, † 1931)
- Mario Basiola, baritono italiano (Annicco, n. 1892 - Milano, † 1965)
- Mario Cassi, baritono italiano (Arezzo, n. 1973)
- Mario Pierotti, baritono italiano (Pisa, n. 1911 - Pisa)
- Mario Sammarco, baritono italiano (Palermo, n. 1868 - Milano, † 1930)
- Mario Sereni, baritono italiano (Perugia, n. 1928 - Marsciano, † 2015)
- Mario Zanasi, baritono italiano (Bologna, n. 1927 - † 2000)

## Bassi-baritoni(1)
- Mario Petri, basso-baritono e attore italiano (Perugia, n. 1922 - Città della Pieve, † 1985)

## Bassisti(2)
- Mario Rivera, bassista, compositore e attore italiano (Palermo, n. 1963)
- Mario Scotti, bassista italiano (Torino, n. 1945 - Roma, † 2001)

## Batteristi(5)
- Mario Duplantier, batterista francese (Bayonne, n. 1981)
- Mario Fasciano, batterista, polistrumentista e cantante italiano (Napoli, n. 1950)
- Mario Maschio, batterista italiano (Torino, n. 1931 - Torino, † 2013)
- Mario Riso, batterista e compositore italiano (Monza, n. 1967)
- Mario Vinciguerra, batterista e compositore italiano (Sarzana, n. 1909 - Roma, † 1985)

## Bibliotecari(1)
- Mario Zuccarini, bibliotecario, bibliografo e storico italiano (Chieti, n. 1920 - Chieti, † 1996)

## Biochimici(1)
- Mario Bracco, biochimico e partigiano italiano (Cassine, n. 1917 - Sondalo, † 1980)

## Bobbisti(4)
- Mario Armano, bobbista italiano (Alessandria, n. 1946)
- Mario Hoyer, ex bobbista tedesco (Ronneburg, n. 1965)
- Mario Pallua, ex bobbista italiano
- Mario Vitali, bobbista italiano (Sondrio, n. 1914 - Parma, † 1979)

## Canoisti(2)
- Mario Von Appen, ex canoista tedesco (Amburgo, n. 1965)
- Mario Di Stazio, ex canoista italiano (Edolo, n. 1951)

## Canottieri(7)
- Mario Acchini, canottiere italiano (Varese, n. 1915 - Varese, † 1991)
- Mario Balleri, canottiere italiano (Livorno, n. 1902 - Livorno, † 1962)
- Mario Checcacci, canottiere italiano (Livorno, n. 1910 - Sacile, † 1987)
- Mario Ghiozzi, canottiere italiano (Livorno, n. 1894 - Roma, † 1958)
- Mario Gyr, canottiere svizzero (Lucerna, n. 1985)
- Mario Moretti, canottiere italiano (Milano, n. 1906 - Milano, † 1977)
- Mario Paonessa, canottiere italiano (Vico Equense, n. 1990)

## Cantanti(17)
- Mario Abbate, cantante e attore italiano (Napoli, n. 1927 - Napoli, † 1981)
- Mario Anzidei, cantante italiano (Roma, n. 1945)
- Mariolino Barberis, cantante e musicista italiano (Torino, n. 1949)
- Mario Bautista, cantante messicano (Città del Messico, n. 1996)
- Mario Castiglia, cantante e compositore italiano (Catania, n. 1963)
- Mario Firinaiu, cantante italiano (Berchiddeddu, n. 1939)
- Jairo, cantante argentino (Cruz del Eje, n. 1949)
- Mario Incudine, cantante, attore teatrale e polistrumentista italiano (Enna, n. 1981)
- Mario Latilla, cantante, chitarrista e direttore d'orchestra italiano (Andria, n. 1896 - Roma, † 1970)
- Mario Maglione, cantante e musicista italiano (Napoli, n. 1954)
- Mario Massa, cantante italiano (Napoli, n. 1876 - Napoli, † 1936)
- Mario Merola, cantante e attore cinematografico italiano (Napoli, n. 1934 - Castellammare di Stabia, † 2006)
- Mr. Doctor, cantante, compositore e musicista italiano
- Mario Scanu, cantante italiano (Luras, n. 1910 - Tempio Pausania, † 1987)
- Mario Tessuto, cantante italiano (Pignataro Maggiore, n. 1943 - Vigevano, † 2024)
- Mario Winans, cantante e produttore discografico statunitense (Orangeburg, n. 1974)
- Mario Zelinotti, cantante italiano (Marino, n. 1942 - Rocca di Papa, † 2013)

## Cantastorie(1)
- Mario Andreini, cantastorie italiano (Pistoia, n. 1901 - Prato, † 1970)

## Cantautori(15)
- Mario Acquaviva, cantautore italiano (Rocchetta Sant'Antonio, n. 1954)
- Mario Barbaja, cantautore, chitarrista e polistrumentista italiano (Milano, n. 1950)
- Mario Biondi, cantautore e arrangiatore italiano (Catania, n. 1971)
- Mario Bonura, cantautore italiano (Salemi, n. 1948 - Salemi, † 2010)
- Mario Cappello, cantautore italiano (Genova, n. 1895 - Genova, † 1954)
- Mario Castelnuovo, cantautore e chitarrista italiano (Roma, n. 1955)
- Mameli, cantautore italiano (Augusta, n. 1995)
- Mario Grande, cantautore italiano (Roma, n. 1964)
- Mario Guarnera, cantautore italiano (Bologna, n. 1949)
- Mario, cantautore statunitense (Baltimora, n. 1986)
- Miro, cantautore italiano (Macerata, n. 1943)
- Tedua, cantautore, rapper e attore italiano (Genova, n. 1994)
- Mario Panseri, cantautore italiano (Roma, n. 1945 - Cairo Montenotte, † 1995)
- Mario Scrivano, cantautore, paroliere e compositore italiano (Pinerolo, n. 1945)
- Mario Venuti, cantautore e polistrumentista italiano (Siracusa, n. 1963)

## Cantori(1)
- Mario Savioni, cantore, compositore e presbitero italiano (Roma, n. 1606 - † 1685)

## Cardinali(15)
- Mario Alberizzi, cardinale italiano (Salice Salentino, n. 1609 - Roma, † 1680)
- Mario Bolognetti, cardinale italiano (Roma, n. 1691 - Roma, † 1756)
- Mario Casariego y Acevedo, cardinale e arcivescovo cattolico spagnolo (Castropol, n. 1909 - Città del Guatemala, † 1983)
- Mario Luigi Ciappi, cardinale italiano (Firenze, n. 1909 - Roma, † 1996)
- Mario Compagnoni Marefoschi, cardinale e letterato italiano (Macerata, n. 1714 - Roma, † 1780)
- Mario Grech, cardinale e vescovo cattolico maltese (Qala, n. 1957)
- Mario Mattei, cardinale e vescovo cattolico italiano (Pergola, n. 1792 - Roma, † 1870)
- Mario Mellini, cardinale italiano (Roma, n. 1677 - Roma, † 1756)
- Mario Mocenni, cardinale italiano (Montefiascone, n. 1823 - Roma, † 1904)
- Mario Nasalli Rocca di Corneliano, cardinale e arcivescovo cattolico italiano (Piacenza, n. 1903 - Roma, † 1988)
- Mario Aurelio Poli, cardinale e arcivescovo cattolico argentino (Buenos Aires, n. 1947)
- Mario Francesco Pompedda, cardinale e arcivescovo cattolico italiano (Ozieri, n. 1929 - Roma, † 2006)
- Mario Revollo Bravo, cardinale e arcivescovo cattolico colombiano (Genova, n. 1919 - Bogotà, † 1995)
- Mario Theodoli, cardinale e vescovo cattolico italiano (Roma, n. 1601 - Roma, † 1650)
- Mario Zenari, cardinale e arcivescovo cattolico italiano (Villafranca di Verona, n. 1946)

## Cardiochirurghi(1)
- Mario Viganò, cardiochirurgo e politico italiano (Sesto San Giovanni, n. 1938)

## Ceramisti(2)
- Mario Pastorino, ceramista e scultore italiano (Albisola Superiore, n. 1929 - Albisola Superiore, † 2010)
- Mario Rossello, ceramista, pittore e scultore italiano (Savona, n. 1927 - Milano, † 2000)

## Cestisti(37)
- Mario Agüero, cestista cubano (Camagüey, n. 1924 - Winchester, † 2001)
- Mario Alesini, cestista italiano (Varese, n. 1931 - Bologna, † 2001)
- Mario Andreo, cestista italiano (Livorno, n. 1938 - Vedano al Lambro, † 2000)
- Mario Austin, ex cestista statunitense (Livingston, n. 1982)
- Mario Bennett, ex cestista statunitense (Denton, n. 1973)
- Mario Beretta, ex cestista italiano (Bergamo, n. 1955)
- Mario Blessing, ex cestista tedesco (Filderstadt, n. 1992)
- Mario Boni, ex cestista e dirigente sportivo italiano (Codogno, n. 1963)
- Mario Butler, ex cestista panamense (Panama, n. 1957)
- Mario Cattarini, cestista e calciatore italiano (Trieste, n. 1922 - † 1978)
- Mario De Carolis, cestista italiano (Roma, n. 1929)
- Mario Delaš, cestista croato (Spalato, n. 1990)
- Mario Elie, ex cestista e allenatore di pallacanestro statunitense (New York, n. 1963)
- Mario Fernández, ex cestista spagnolo (Barcellona, n. 1983)
- Mario Gálvez, ex cestista panamense (Panama, n. 1960)
- Giulio Geroli, cestista e allenatore di pallacanestro italiano (Venezia, n. 1921 - Venezia, † 2012)
- Mario Ghersetti, cestista argentino (Tandil, n. 1981)
- Mario Gigena, ex cestista argentino (Villa del Rosario, n. 1977)
- Mario González López, ex cestista paraguaiano (Villarrica, n. 1989)
- Mario Governa, ex cestista italiano (Milano, n. 1966)
- Mario Hezonja, cestista croato (Ragusa, n. 1995)
- Leroy Jackson, ex cestista panamense (Colón, n. 1968)
- Mario Kasun, ex cestista croato (Vinkovci, n. 1980)
- Mario Little, cestista statunitense (Chicago, n. 1987)
- Mario Morales, ex cestista portoricano (San Juan, n. 1957)
- Mario Nakić, cestista serbo (Belgrado, n. 2001)
- Mario Novelli, cestista italiano (Pola, n. 1913 - Trieste, † 1964)
- Mario Peña, ex cestista messicano (n. 1940)
- Mario Piazza, ex cestista e allenatore di pallacanestro italiano (Marsala, n. 1969)
- Mario Porto, ex cestista e dirigente sportivo italiano (Catania, n. 1959)
- Mario Primorac, ex cestista e allenatore di pallacanestro bosniaco (Zavidovići, n. 1961)
- Mario Quintero, cestista e allenatore di pallacanestro cubano (San Luis, n. 1924 - L'Avana, † 2017)
- Mario Saint-Supery, cestista spagnolo (Malaga, n. 2006)
- Mario Simeoli, ex cestista italiano (Napoli, n. 1957)
- Mario Stojić, ex cestista tedesco (Mannheim, n. 1980)
- Mario Vascellari, cestista italiano (Cagliari, n. 1951 - Cagliari, † 2021)
- Mario West, ex cestista statunitense (Huntsville, n. 1984)

## Chimici(7)
- Mario Amadori, chimico italiano (Verona, n. 1886 - Modena, † 1941)
- Mario Betti, chimico italiano (Bagni di Lucca, n. 1875 - Bologna, † 1942)
- Mario Giordani, chimico italiano (Napoli, n. 1899 - Roma, † 1966)
- Mario Giacomo Levi, chimico italiano (Padova, n. 1878 - Milano, † 1954)
- Mario Lupo, chimico e politico italiano (Bronte, n. 1904 - † 1986)
- Mario Molina, chimico messicano (Città del Messico, n. 1943 - Città del Messico, † 2020)
- Mario Alberto Rollier, chimico, partigiano e politico italiano (Milano, n. 1909 - Marsiglia, † 1980)

## Chirurghi(1)
- Mario Donati, chirurgo italiano (Modena, n. 1879 - Milano, † 1946)

## Chitarristi(2)
- Mario Gangi, chitarrista italiano (Roma, n. 1923 - Roiate, † 2010)
- Mario Jalenti, chitarrista italiano (Terni, n. 1939 - Terni, † 2015)

## Ciclisti(2)
- Mario Bertolo, ciclista italiano (San Vito al Tagliamento, n. 1929 - Digoin, † 2009)
- Mario Giaccone, ciclista e dirigente sportivo italiano (Taranto, n. 1945)

## Ciclisti su strada(23)
- Mario Baroni, ciclista su strada italiano (Scarperia, n. 1927 - Figline Valdarno, † 1994)
- Mario Bianchi, ciclista su strada italiano (Turate, n. 1905 - Busto Arsizio, † 1973)
- Mario Bonetti, ciclista su strada italiano (n. 1902 - † 1962)
- Mario Bonvicini, ciclista su strada italiano (Granarolo dell'Emilia, n. 1903 - Bologna, † 1986)
- Mario Bruschera, ciclista su strada italiano (Milano, n. 1887 - Milano, † 1968)
- Mario Cipollini, ex ciclista su strada italiano (Lucca, n. 1967)
- Mario Cipriani, ciclista su strada italiano (San Giusto,  Prato, n. 1909 - Ferrara, † 1944)
- Mario De Benedetti, ciclista su strada e imprenditore italiano (Carbonara Scrivia, n. 1915 - Guadalajara, † 1977)
- Mario de Sárraga, ciclista su strada spagnolo (Oviedo, n. 1980)
- Mario Di Toro, ciclista su strada e dirigente sportivo italiano (Atessa, n. 1943 - Lanciano, † 2019)
- Mario Fazio, ciclista su strada italiano (Catania, n. 1919 - Catania, † 1983)
- Mario Gervasoni, ciclista su strada italiano (Cabella Ligure, n. 1932 - Novi Ligure, † 2014)
- Mario Gestri, ciclista su strada italiano (Tizzana, n. 1924 - Montecatini Terme, † 1953)
- Mario Kummer, ex ciclista su strada e dirigente sportivo tedesco (Suhl, n. 1962)
- Mario Mantovan, ex ciclista su strada italiano (Mariano Comense, n. 1965)
- Mario Minieri, ciclista su strada italiano (Vergato, n. 1938 - † 2022)
- Mario Noris, ex ciclista su strada e mountain biker italiano (Bondo Petello, n. 1958)
- Mario Ricci, ciclista su strada italiano (Padova, n. 1914 - Como, † 2005)
- Mario Simoni, ciclista su strada italiano (Zola Predosa, n. 1911 - Bologna, † 1996)
- Mario Traversoni, ex ciclista su strada italiano (Codogno, n. 1972)
- Mario Vallotto, ciclista su strada e pistard italiano (Mirano, n. 1933 - Padova, † 1966)
- Mario Vicini, ciclista su strada italiano (Martorano di Cesena, n. 1913 - Cesena, † 1995)
- Mario Zanin, ex ciclista su strada italiano (Santa Lucia di Piave, n. 1940)

## Collezionisti d'arte(1)
- Mario Rimoldi, collezionista d'arte, imprenditore e politico italiano (Cortina d'Ampezzo, n. 1900 - Cortina d'Ampezzo, † 1972)

## Combinatisti nordici(2)
- Mario Seidl, combinatista nordico austriaco (n. 1992)
- Mario Stecher, ex combinatista nordico austriaco (Eisenerz, n. 1977)

## Comici(3)
- Mario Cantone, comico e attore statunitense (Boston, n. 1959)
- Mario Marenco, comico, umorista e attore italiano (Foggia, n. 1933 - Roma, † 2019)
- Mario Zamma, comico, cabarettista e umorista italiano (Sorbo Serpico, n. 1965)

## Compositori(21)
- Mario Aspa, compositore italiano (Messina, n. 1795 - Messina, † 1868)
- Mario Bertoncini, compositore e pianista italiano (Roma, n. 1932 - Siena, † 2019)
- Mario Borciani, compositore e pianista italiano (Genova, n. 1953)
- Mario Cantini, compositore, editore e produttore discografico italiano (Roma, n. 1933 - Roma, † 2024)
- Mario Castelnuovo-Tedesco, compositore e pianista italiano (Firenze, n. 1895 - Beverly Hills, † 1968)
- Mario Pasquale Costa, compositore italiano (Taranto, n. 1858 - Monte Carlo, † 1933)
- Cram, compositore e paroliere italiano (Cuneo, n. 1905 - Torino, † 1979)
- Mario Crispi, compositore e flautista italiano (Palermo, n. 1963)
- Mario Davidovsky, compositore argentino (Médanos, n. 1934 - New York, † 2019)
- Mario Labroca, compositore e musicologo italiano (Roma, n. 1896 - Roma, † 1973)
- Mario Mellier, compositore, pianista e paroliere italiano (Novara, n. 1914 - Novara, † 2001)
- Mario Michielli, compositore italiano (Palmanova, n. 1853)
- Mario Migliardi, compositore, pianista e direttore d'orchestra italiano (Alessandria, n. 1919 - Roma, † 2000)
- Mario Modestini, compositore e musicista italiano (Palermo, n. 1939)
- Mario Nascimbene, compositore e direttore d'orchestra italiano (Milano, n. 1913 - Roma, † 2002)
- Mario Peragallo, compositore italiano (Roma, n. 1910 - Roma, † 1996)
- Mario Perrucci, compositore italiano (Napoli, n. 1934 - Pesaro, † 2016)
- Mario Pilati, compositore e musicista italiano (Napoli, n. 1903 - Napoli, † 1938)
- Mario Ruccione, compositore italiano (Palermo, n. 1911 - Roma, † 1969)
- Mario Totaro, compositore e pianista italiano (Pesaro, n. 1962)
- Mario Zafred, compositore e critico musicale italiano (Trieste, n. 1922 - Roma, † 1987)

## Compositori di scacchi(2)
- Mario Camorani, compositore di scacchi italiano (Massa Lombarda, n. 1912 - Imola, † 1996)
- Mario Parrinello, compositore di scacchi italiano (Lanusei, n. 1960)

## Condottieri(2)
- Mario Alfio, condottiero sannita († 215 a.C.)
- Mario I Farnese, condottiero italiano (Latera - Roma, † 1619)

## Conduttori radiofonici(1)
- Mario Corsi, conduttore radiofonico e ex terrorista italiano (Roma, n. 1958)

## Conduttori televisivi(2)
- Mario Acampa, conduttore televisivo italiano (Torino, n. 1987)
- Mario Riva, conduttore televisivo, conduttore radiofonico e attore italiano (Roma, n. 1913 - Verona, † 1960)

## Controtenori(1)
- Mario Bassani, controtenore italiano (Marcellina, n. 1969)

## Costituzionalisti(1)
- Mario Bertolissi, costituzionalista italiano (Udine, n. 1948)

## Costumisti(1)
- Mario Carlini, costumista e scenografo italiano (Quercianella, n. 1943 - Fonte Nuova, † 2022)

## Critici cinematografici(1)
- Mario Verdone, critico cinematografico e saggista italiano (Alessandria, n. 1917 - Roma, † 2009)

## Critici d'arte(1)
- Mario De Micheli, critico d'arte e critico letterario italiano (Genova, n. 1914 - Milano, † 2004)

## Critici letterari(10)
- Mario Apollonio, critico letterario, critico teatrale e antifascista italiano (Oriano, n. 1901 - Milano, † 1971)
- Mario Baratto, critico letterario e italianista italiano (Chioggia, n. 1920 - Venezia, † 1984)
- Mario Fubini, critico letterario italiano (Torino, n. 1900 - Torino, † 1977)
- Mario Lavagetto, critico letterario italiano (Parma, n. 1939 - Parma, † 2020)
- Mario Marcazzan, critico letterario italiano (Brescia, n. 1902 - Milano, † 1967)
- Mario Marti, critico letterario italiano (Cutrofiano, n. 1914 - Lecce, † 2015)
- Mario Petrucciani, critico letterario e storico della letteratura italiano (Caserta, n. 1924 - Lavinio, † 2001)
- Mario Puppo, critico letterario italiano (Genova, n. 1913 - Trento, † 1989)
- Mario Richter, critico letterario italiano (Valdagno, n. 1935)
- Mario Sansone, critico letterario e storico della letteratura italiano (Lucera, n. 1900 - Roma, † 1996)

## Critici musicali(2)
- Mario Bortolotto, critico musicale italiano (Pordenone, n. 1927 - Roma, † 2017)
- Mario Messinis, critico musicale e musicologo italiano (Venezia, n. 1932 - Venezia, † 2020)

## Cuochi(1)
- Mario Batali, cuoco, gastronomo e imprenditore statunitense (Seattle, n. 1960)

## Danzatori(1)
- Mario Pistoni, ballerino e coreografo italiano (Roma, n. 1932 - Arolo, † 1992)

## Designer(4)
- Mario Bellini, designer italiano (Milano, n. 1935)
- Mario Convertino, designer italiano (Milano, n. 1948 - † 1996)
- Mario De Donà, designer italiano (Treviso, n. 1924 - Trieste, † 2009)
- Mario Revelli di Beaumont, designer e pilota motociclistico italiano (Roma, n. 1907 - Grugliasco, † 1985)

## Diplomatici(8)
- Mario Alessi, diplomatico e giornalista italiano (Ragusa, n. 1931 - Roma, † 2020)
- Mario Indelli, diplomatico e ambasciatore italiano (Firenze, n. 1886 - Roma, † 1956)
- Mario Lago, diplomatico italiano (Peveragno, n. 1878 - Capri, † 1950)
- Mario von Ledebur-Wicheln, diplomatico liechtensteinese (Sankt Moritz, n. 1931 - Lucerna, † 2020)
- Mario Luciolli, diplomatico italiano (Roma, n. 1910 - Parigi, † 1988)
- Mario Mondello, diplomatico e ambasciatore italiano (Roma, n. 1914 - Roma, † 2003)
- Mario Sica, diplomatico italiano (Roma, n. 1936)
- Mario Vattani, diplomatico e scrittore italiano (Neuilly-sur-Seine, n. 1966)

## Direttori d'orchestra(6)
- Mario Bernardi, direttore d'orchestra e pianista canadese (Kirkland Lake, n. 1930 - Toronto, † 2013)
- Mario Bertolazzi, direttore d'orchestra e compositore italiano (Bologna, n. 1918 - Roma, † 1986)
- Mario Lamberto, direttore d'orchestra italiano (Torino, n. 1957)
- Mario Mascagni, direttore d'orchestra e compositore italiano (San Miniato, n. 1881 - Bolzano, † 1948)
- Mario Rossi, direttore d'orchestra italiano (Roma, n. 1902 - Roma, † 1992)
- Mario Venzago, direttore d'orchestra, pianista e docente svizzero (Zurigo, n. 1948)

## Direttori del doppiaggio(1)
- Mario Maldesi, direttore del doppiaggio, dialoghista e attore italiano (Roma, n. 1922 - Lucignano, † 2012)

## Direttori della fotografia(10)
- Mario Albertelli, direttore della fotografia italiano (Roma, n. 1904 - Napoli, † 1966)
- Mario Bernardo, direttore della fotografia e partigiano italiano (Venezia, n. 1919 - Bieno, † 2019)
- Mario Craveri, direttore della fotografia e regista italiano (Torino, n. 1902 - Bergamo, † 1990)
- Mario Fioretti, direttore della fotografia italiano (Roma, n. 1924 - Roma, † 2008)
- Mario Leclere, direttore della fotografia e fotografo cubano (L'Avana, n. 1983)
- Mario Mancini, direttore della fotografia e regista italiano (Roma, n. 1935)
- Mario Masini, direttore della fotografia italiano (Savona, n. 1939 - Stoccarda, † 2023)
- Mario Montuori, direttore della fotografia italiano (Roma, n. 1920 - Roma, † 1997)
- Mario Tosi, direttore della fotografia italiano (Roma, n. 1942 - Roma, † 2021)
- Mario Vulpiani, direttore della fotografia italiano (Roma, n. 1927)

## Direttori di coro(1)
- Mario Lanaro, direttore di coro e compositore italiano (Malo, n. 1957)

## Dirigenti d'azienda(8)
- Mario Artali, dirigente d'azienda e politico italiano (Bologna, n. 1938 - Milano, † 2023)
- Mario Corti, dirigente d'azienda svizzero (Losanna, n. 1946)
- Mario Formenton, dirigente d'azienda e editore italiano (Teheran, n. 1928 - Villejuif, † 1987)
- Mario Domenico Gerolimetto, dirigente d'azienda e politico italiano (Tezze sul Brenta, n. 1936)
- Mario Greco, dirigente d'azienda italiano (Napoli, n. 1959)
- Mario Marazziti, dirigente d'azienda, giornalista e politico italiano (Roma, n. 1952)
- Mario Pontremoli, dirigente d'azienda, partigiano e ufficiale italiano (Milano, n. 1896 - Milano, † 1978)
- Mario Resca, dirigente d'azienda e dirigente pubblico italiano (Ferrara, n. 1945)

## Dirigenti pubblici(1)
- Mario Canzio, dirigente pubblico italiano (Salerno, n. 1947)

## Dirigenti sportivi(22)
- Mario Aerts, dirigente sportivo e ex ciclista su strada belga (Herentals, n. 1974)
- Mario Beccia, dirigente sportivo e ex ciclista su strada italiano (Troia, n. 1955)
- Mario Beretta, dirigente sportivo e allenatore di calcio italiano (Milano, n. 1959)
- Mario Chiesa, dirigente sportivo e ex ciclista su strada italiano (Brescia, n. 1966)
- Mario Cognigni, dirigente sportivo italiano (Civitanova Marche, n. 1958)
- Mario De Clercq, dirigente sportivo, ex ciclocrossista e ciclista su strada belga (Oudenaarde, n. 1966)
- Mario Donatelli, dirigente sportivo e ex calciatore italiano (Lettomanoppello, n. 1963)
- Mario Faccenda, dirigente sportivo e ex calciatore italiano (Ischia, n. 1960)
- Mario Giumanini, dirigente sportivo e calciatore italiano (Milano, n. 1892 - Piacenza, † 1967)
- Mario Gulinelli, dirigente sportivo, giornalista e traduttore italiano (Roma, n. 1938 - Roma, † 2015)
- Mario Gómez, dirigente sportivo e ex calciatore tedesco (Riedlingen, n. 1985)
- Mario Macalli, dirigente sportivo italiano (Milano, n. 1937 - Crema, † 2022)
- Mario Manzoni, dirigente sportivo e ex ciclista su strada italiano (Almenno San Bartolomeo, n. 1969)
- Mario Moroni, dirigente sportivo italiano (Lecce, n. 1952)
- Mario Pescante, dirigente sportivo, saggista e politico italiano (Avezzano, n. 1938)
- Mario Piovan, dirigente sportivo, ex arbitro di rugby a 15 e ex rugbista a 15 italiano (Padova, n. 1953)
- Mario Ruiz-Díaz, dirigente sportivo, allenatore di calcio a 5 e ex giocatore di calcio a 5 paraguaiano (n. 1955)
- Mario Russo, dirigente sportivo, allenatore di calcio e calciatore italiano (Lecce, n. 1948 - Lecce, † 2017)
- Mario Scirea, dirigente sportivo e ex ciclista su strada italiano (Oltre il Colle, n. 1964)
- Mario Sperone, dirigente sportivo, allenatore di calcio e calciatore italiano (Priocca, n. 1905 - Torino, † 1975)
- Mario Stanić, dirigente sportivo e ex calciatore croato (Sarajevo, n. 1972)
- Sebastián Viera, dirigente sportivo e ex calciatore uruguaiano (Florida, n. 1983)

## Disc jockey(2)
- Mario Fargetta, disc jockey e produttore discografico italiano (Lissone, n. 1962)
- Mario Più, disc jockey italiano (Livorno, n. 1965)

## Discoboli(1)
- Mario Pestano, ex discobolo spagnolo (Arico, n. 1978)

## Disegnatori(2)
- Bort, disegnatore e fumettista italiano (Salzano, n. 1926 - Alessandria, † 2019)
- Mario Gros, disegnatore e pittore italiano (Torino, n. 1888 - San Remo, † 1977)

## Doppiatori(4)
- Mario Bombardieri, doppiatore italiano (Argusto, n. 1959)
- Mario Cordova, doppiatore, direttore del doppiaggio e attore italiano (Catania, n. 1955)
- Mario Mastria, doppiatore italiano (Roma, n. 1920 - Roma, † 2009)
- Mario Milita, doppiatore e attore italiano (Cori, n. 1923 - Roma, † 2017)

## Drammaturghi(8)
- Mario Amendola, commediografo, sceneggiatore e regista italiano (Recco, n. 1910 - Roma, † 1993)
- Mario Federici, commediografo e poeta italiano (L'Aquila, n. 1900 - Roma, † 1975)
- Mario Fratti, drammaturgo italiano (L'Aquila, n. 1927 - New York, † 2023)
- Mario Gelardi, drammaturgo, regista teatrale e scrittore italiano (Napoli, n. 1968)
- Mario Mangini, commediografo, sceneggiatore e regista teatrale italiano (Napoli, n. 1899 - Napoli, † 1971)
- Mario Moretti, drammaturgo, attore e regista teatrale italiano (Genova, n. 1929 - Roma, † 2012)
- Mario Alessandro Paolelli, commediografo italiano (Milano, n. 1969)
- Mario Prosperi, drammaturgo, regista e attore italiano (Roma, n. 1940 - Roma, † 2014)

## Driver ippici(1)
- Mario Manfredi, driver italiano (Mantova, n. 1924 - Guidizzolo, † 1961)

## Ecologi(1)
- Mario Ramadori, ecologo e pittore italiano (Roma, n. 1935 - Roma, † 1998)

## Economisti(14)
- Mario Alberti, economista e banchiere italiano (Trieste, n. 1884 - Como, † 1939)
- Mario Arcelli, economista, saggista e politico italiano (Milano, n. 1935 - Roma, † 2004)
- Mario Baldassarri, economista e politico italiano (Macerata, n. 1946)
- Mario Bandini, economista italiano (Firenze, n. 1907 - Roma, † 1972)
- Mario De Luca, economista italiano (Napoli, n. 1908 - Napoli, † 1980)
- Mario Deaglio, economista italiano (Pinerolo, n. 1943)
- Mario Draghi, economista, dirigente pubblico e banchiere italiano (Roma, n. 1947)
- Mario Gabelli, economista e filantropo statunitense (New York, n. 1942)
- Mario Morroni, economista italiano (Venezia, n. 1949)
- Mario Nava, economista e dirigente pubblico italiano (Milano, n. 1966)
- Mario Romani, economista italiano (Milano, n. 1917 - Milano, † 1975)
- Mario Sarcinelli, economista, banchiere e dirigente pubblico italiano (Foggia, n. 1934)
- Mario Talamona, economista e politico italiano (Varese, n. 1931 - Milano, † 2006)
- Mario Tiberi, economista italiano (Roma, n. 1940)

## Editori(3)
- Mario Gastaldi, editore e giornalista italiano (Bedizzole, n. 1903 - Pavia, † 1973)
- Mario Nerbini, editore italiano (Firenze, n. 1899 - Roma, † 1987)
- Mario Spagnol, editore italiano (Lerici, n. 1930 - Lerici, † 1999)

## Educatori(3)
- Mario Ciocchetti, educatore, bibliotecario e giornalista italiano (Belforte del Chienti, n. 1921 - Belforte del Chienti, † 2018)
- Mario Ciusa Romagna, educatore, saggista e politico italiano (Nuoro, n. 1909 - Cagliari, † 2006)
- Mario Mazza, educatore italiano (Genova, n. 1882 - Verona, † 1959)

## Egittologi(1)
- Mario Tosi, egittologo italiano (Torino, n. 1926 - Mondovì, † 2014)

## Entomologi(2)
- Mario Bezzi, entomologo italiano (Milano, n. 1868 - Torino, † 1927)
- Mario Pavan, entomologo, speleologo e politico italiano (Vado Ligure, n. 1918 - Pavia, † 2003)

## Epigrafisti(1)
- Mario Segre, epigrafista italiano (Torino, n. 1904 - Auschwitz, † 1944)

## Erpetologi(1)
- Mario Giacinto Peracca, erpetologo italiano (Torino, n. 1861 - Torino, † 1923)

## Esperantisti(1)
- Mario Dazzini, esperantista italiano (Pietrasanta, n. 1910 - Massa, † 1985)

## Fantini(3)
- Mario Bernini, fantino italiano (Siena, n. 1837 - Siena, † 1902)
- Mario Canu, fantino italiano (Cellere, n. 1970)
- Mario Cottone, fantino italiano (Bronte, n. 1960)

## Filologi(4)
- Mario Casella, filologo italiano (Fiorenzuola d'Arda, n. 1886 - Firenze, † 1956)
- Mario Geymonat, filologo classico e latinista italiano (Torino, n. 1941 - Venezia, † 2012)
- Mario Mancini, filologo italiano (Milano, n. 1941)
- Mario Martelli, filologo e critico letterario italiano (Siena, n. 1925 - Siena, † 2007)

## Filosofi(16)
- Mario Bunge, filosofo e fisico argentino (Buenos Aires, n. 1919 - Montréal, † 2020)
- Mario Casotti, filosofo e pedagogista italiano (Roma, n. 1896 - Marina di Pietrasanta, † 1975)
- Mario Castellana, filosofo e docente italiano (Martina Franca, n. 1949)
- Mario Alessandro Cattaneo, filosofo italiano (Roma, n. 1934 - Venezia, † 2010)
- Mario Sergio Cortella, filosofo, scrittore e politico brasiliano (Londrina, n. 1954)
- Mario Costa, filosofo italiano (Torre del Greco, n. 1936 - † 2023)
- Mario Dal Pra, filosofo, storico della filosofia e partigiano italiano (Montecchio Maggiore, n. 1914 - Milano, † 1992)
- Mario De Caro, filosofo italiano (n. 1963)
- Mario Kopić, filosofo, saggista e traduttore croato (Dubrovnik, n. 1965)
- Mario Giuseppe Losano, filosofo italiano (Casale Monferrato, n. 1939)
- Mario Miegge, filosofo italiano (Aosta, n. 1932 - Ferrara, † 2014)
- Mario Perniola, filosofo e scrittore italiano (Asti, n. 1941 - Roma, † 2018)
- Mario Pezzella, filosofo, saggista e scrittore italiano (Napoli, n. 1951)
- Mario Manlio Rossi, filosofo e anglista italiano (Reggio Emilia, n. 1895 - † 1971)
- Mario Ruggenini, filosofo italiano (Mantova, n. 1940 - Venezia, † 2021)
- Mario Tronti, filosofo e politico italiano (Roma, n. 1931 - Ferentillo, † 2023)

## Fisarmonicisti(2)
- Barimar, fisarmonicista, organista e arrangiatore italiano (Noceto, n. 1925 - Montecchio Emilia, † 2022)
- Mario Piovano, fisarmonicista, compositore e cantante italiano (Cambiano, n. 1927 - Cambiano, † 2013)

## Fisici(7)
- Mario Ageno, fisico italiano (Livorno, n. 1915 - Roma, † 1992)
- Mario Coppola, fisico italiano (Roma, n. 1937 - Roma, † 2011)
- Mario Gliozzi, fisico e storico della scienza italiano (Ardore, n. 1899 - Torino, † 1977)
- Mario Ricco, fisico, inventore e ingegnere italiano (Bari, n. 1941)
- Mario Runco, fisico e ex astronauta statunitense (New York, n. 1952)
- Mario Verde, fisico italiano (Taranto, n. 1920 - Torino, † 1983)
- Mario Vetrone, fisico, matematico e politico italiano (Benevento, n. 1914 - Benevento, † 1981)

## Fisiologi(1)
- Mario Camis, fisiologo e presbitero italiano (Venezia, n. 1878 - Bologna, † 1946)

## Flautisti(2)
- Mario Ancillotti, flautista italiano (Firenze, n. 1946)
- Mario Caroli, flautista italiano (Pezze di Greco, n. 1974)

## Fondisti(1)
- Mario Bacher, fondista, combinatista nordico e scialpinista italiano (Formazza, n. 1941 - Verbania, † 2014)

## Fondisti di corsa in montagna‎(1)
- Mario Poletti, ex fondista di corsa in montagna italiano (Clusone, n. 1969)

## Fotografi(10)
- Mario Amura, fotografo e direttore della fotografia italiano (Napoli, n. 1973)
- Mario Castagneri, fotografo e restauratore italiano (Alessandria, n. 1892 - Milano, † 1940)
- Mario Cresci, fotografo italiano (Chiavari, n. 1942)
- Mario De Biasi, fotografo italiano (Belluno, n. 1923 - Milano, † 2013)
- Mario Dondero, fotografo e fotoreporter italiano (Milano, n. 1928 - Petritoli, † 2015)
- Mario Finotti, fotografo e giornalista italiano (Novara, n. 1950)
- Mario Gabinio, fotografo e alpinista italiano (Torino, n. 1871 - Torino, † 1938)
- Mario Nunes Vais, fotografo italiano (Firenze, n. 1856 - Firenze, † 1932)
- Mario Sorrenti, fotografo italiano (Napoli, n. 1971)
- Mario Testino, fotografo peruviano (Lima, n. 1954)

## Francescani(1)
- Mario da Calascio, francescano e linguista italiano (Calascio, n. 1550 - Roma, † 1620)

## Fumettisti(13)
- Mario Alberti, fumettista italiano (Trieste, n. 1965)
- Mario Atzori, fumettista italiano (Cagliari, n. 1963)
- Mario Basari, fumettista italiano (Torino, n. 1932)
- Mario Cau, fumettista brasiliano (Campinas, n. 1984)
- Mario Cubbino, fumettista italiano (Gorizia, n. 1930 - Rimini, † 2007)
- Mario Fantoni, fumettista italiano (Firenze, n. 1926 - Firenze, † 2012)
- Mario Faustinelli, fumettista italiano (Venezia, n. 1924 - Milano, † 2006)
- Mario Gomboli, fumettista, sceneggiatore e illustratore italiano (Brescia, n. 1947)
- Mario Jannì, fumettista italiano (Roma, n. 1943)
- Mario Natangelo, fumettista e giornalista italiano (Napoli, n. 1985)
- Mario Rossi, fumettista italiano (Brescia, n. 1963)
- Mario Rossi, fumettista italiano (Genova, n. 1946)
- Mario Uggeri, fumettista, pittore e illustratore italiano (Codogno, n. 1924 - Milano, † 2004)

## Funzionari(5)
- Mario Catania, funzionario e politico italiano (Roma, n. 1952)
- Mario Cerutti, prefetto italiano (Siena, n. 1907 - Siena, † 2002)
- Mario De Cesare, prefetto italiano (Roma, n. 1895 - Roma, † 1981)
- Pompeo Gorini, funzionario italiano (Forlì)
- Mario Morcone, prefetto e politico italiano (Caserta, n. 1952)

## Generali(38)
- Mario Ajmone Cat, generale e aviatore italiano (Salerno, n. 1894 - Roma, † 1952)
- Mario Arisio, generale italiano (Torino, n. 1885 - Roma, † 1950)
- Mario Arpino, generale italiano (Tarvisio, n. 1937)
- Mario Balotta, generale italiano (Roma, n. 1886 - Viareggio, † 1963)
- Mario Bellagambi, generale, aviatore e militare italiano (Firenze, n. 1915 - Firenze, † 2001)
- Mario Bernasconi, generale e aviatore italiano (Cuneo, n. 1892 - Torino, † 1976)
- Mario Berti, generale italiano (La Spezia, n. 1881 - La Spezia, † 1964)
- Mario Caracciolo di Feroleto, generale italiano (Napoli, n. 1880 - Roma, † 1954)
- Mario Carloni, generale italiano (Napoli, n. 1894 - Roma, † 1962)
- Mario Cinque, generale e funzionario italiano (Napoli, n. 1963)
- Mario De Paolis, generale italiano (Civitavecchia, n. 1924 - Roma, † 2012)
- Mario Di Lorenzo, generale italiano (Bra, n. 1921 - Roma, † 2012)
- Mario Fine, generale italiano (Roma, n. 1956)
- Mario Fucini, generale e aviatore italiano (Empoli, n. 1891 - Roma, † 1977)
- Mario Gariboldi, generale italiano (Bologna, n. 1920 - Modena, † 2004)
- Mario Girotti, generale italiano (Torino, n. 1885 - Roma, † 1957)
- Mario Gorlier, generale italiano (Nizza Monferrato, n. 1892 - † 1956)
- Mario Lamberti, generale e politico italiano (Arezzo, n. 1840 - Firenze, † 1924)
- Mario Marazzani, generale italiano (Vercelli, n. 1887 - Novara, † 1969)
- Mario Marchesani, generale italiano (Porto San Giorgio, n. 1908 - Verona, † 1991)
- Mario Marghinotti, generale italiano (Cagliari, n. 1887)
- Mario Martucci, generale e aviatore italiano (Salerno, n. 1892 - Caserta, † 1933)
- Mario Benjamín Menéndez, generale argentino (Buenos Aires, n. 1930 - Chañar Ladeado, † 2015)
- Mario Mori, generale e prefetto italiano (Postumia Grotte, n. 1939)
- Mario Nicolis di Robilant, generale e politico italiano (Torino, n. 1855 - Roma, † 1943)
- Mario Nunzella, generale italiano (Monopoli, n. 1936)
- Mario Parente, generale, prefetto e agente segreto italiano (Roma, n. 1958)
- Mario Pezzi, generale italiano (Fossano, n. 1898 - Roma, † 1968)
- Mario Prato di Pamparato, generale italiano (Perugia, n. 1932 - † 2021)
- Mario Puddu, generale italiano (Ussassai, n. 1899 - † 1980)
- Mario Roatta, generale e agente segreto italiano (Modena, n. 1887 - Roma, † 1968)
- Mario Robotti, generale italiano (Alessandria, n. 1882 - Rapallo, † 1955)
- Mario Rossi, generale italiano (Napoli, n. 1922 - Roma, † 2017)
- Mario Roveda, generale, partigiano e politico italiano (Piacenza, n. 1889 - Parma, † 1958)
- Mario Soldarelli, generale italiano (Firenze, n. 1886 - Roma, † 1962)
- Mario Stanzani, generale e aviatore italiano (Castel San Pietro Terme, n. 1888 - Roma, † 1953)
- Mario Vercellino, generale italiano (Asti, n. 1879 - Sanremo, † 1961)
- Mario Zaccone, generale italiano (Torino, n. 1883)

## Genetisti(1)
- Mario Capecchi, genetista italiano (Verona, n. 1937)

## Geografi(3)
- Mario Baratta, geografo italiano (Voghera, n. 1868 - Casteggio, † 1935)
- Mario Fumagalli, geografo italiano (Milano, n. 1929 - Milano, † 2019)
- Mario Pinna, geografo italiano (Oristano, n. 1923 - Pisa, † 2001)

## Geologi(2)
- Mario Anelli, geologo italiano (Parma, n. 1882 - Parma, † 1953)
- Mario Tozzi, geologo, divulgatore scientifico e saggista italiano (Roma, n. 1959)

## Gesuiti(2)
- Mario Bettini, gesuita, matematico e astronomo italiano (Bologna, n. 1582 - † 1657)
- Mario Venzo, gesuita e pittore italiano (Rossano Veneto, n. 1900 - Gallarate, † 1989)

## Giavellottisti(1)
- Mario Agosti, giavellottista, multiplista e calciatore italiano (Udine, n. 1904 - Pordenone, † 1992)

## Ginnasti(2)
- Mario Lertora, ginnasta italiano (Genova, n. 1897 - Genova, † 1939)
- Mario Macchiati, ginnasta italiano (Serrapetrona, n. 1999)

## Giocatori di baseball(1)
- Mario Chiarini, ex giocatore di baseball e allenatore di baseball italiano (Rimini, n. 1981)

## Giocatori di calcio a 5(5)
- Mario Gazolli, giocatore di calcio a 5 paraguaiano (Londrina, n. 1986)
- Mario González, ex giocatore di calcio a 5 spagnolo (n. 1960)
- Mario Ossorio, giocatore di calcio a 5 spagnolo (Verín, n. 1987)
- Mario Paolillo, ex giocatore di calcio a 5 italiano (n. 1975)
- Mario Rivillos, giocatore di calcio a 5 spagnolo (Torrejón de Ardoz, n. 1989)

## Giocatori di curling(1)
- Mario Flückinger, giocatore di curling svizzero (n. 1960)

## Giocatori di football americano(13)
- Mario Addison, giocatore di football americano statunitense (Birmingham, n. 1987)
- Mario Clark, ex giocatore di football americano statunitense (Pasadena, n. 1954)
- Mario Edwards Jr., giocatore di football americano statunitense (Gautier, n. 1994)
- Mario Flores, giocatore di football americano spagnolo (Madrid, n. 1996)
- Mario Giannelli, giocatore di football americano statunitense (Everett, n. 1920 - Chelsea, † 2003)
- Mario Henderson, giocatore di football americano statunitense (Fort Myers, n. 1984 - † 2020)
- Mario Lugonja, ex giocatore di football americano serbo
- Mario Manningham, ex giocatore di football americano statunitense (Warren, n. 1986)
- Mario Nowak, ex giocatore di football americano e allenatore di football americano tedesco (n. 1985)
- Mario Panzani, ex giocatore di football americano italiano (Bologna, n. 1969)
- Mario Schmitt, ex giocatore di football americano tedesco
- Mario Williams, giocatore di football americano statunitense (Richlands, n. 1985)
- Mario Wokocha, giocatore di football americano statunitense

## Giuristi(13)
- Mario Allara, giurista italiano (Torino, n. 1902 - Torino, † 1973)
- Mario Bracci, giurista italiano (Siena, n. 1900 - Siena, † 1959)
- Mario Bretone, giurista italiano (Napoli, n. 1932 - Bari, † 2025)
- Mario Caravale, giurista e storico italiano (Roma, n. 1939)
- Mario Cutelli, giurista e filosofo italiano (Catania, n. 1589 - Palermo, † 1654)
- Mario Delle Piane, giurista e storico italiano (Siena, n. 1914 - Siena, † 1989)
- Mario Falco, giurista italiano (Torino, n. 1884 - Alberone, † 1943)
- Mario Galizia, giurista e costituzionalista italiano (Napoli, n. 1921 - Roma, † 2013)
- Mario Miscali, giurista, avvocato e dirigente d'azienda italiano (Alessandria, n. 1954)
- Mario Napoli, giurista italiano (Grotteria, n. 1945 - Milano, † 2014)
- Mario Nigro, giurista italiano (San Fili, n. 1912 - Roma, † 1989)
- Mario Petroncelli, giurista italiano (Francavilla al Mare, n. 1906 - Napoli, † 1986)
- Mario Vellani, giurista italiano (Modena, n. 1921 - Modena, † 2021)

## Glottologi(2)
- Mario Negri, glottologo italiano (Casale Monferrato, n. 1950)
- Mario Vallauri, glottologo e indologo italiano (Viareggio, n. 1887 - Dronero, † 1964)

## Grammatici(1)
- Mario Alessandri d'Urbino, grammatico e scrittore italiano (Urbino)

## Grecisti(1)
- Mario Untersteiner, grecista, filologo classico e storico della filosofia italiano (Rovereto, n. 1899 - Milano, † 1981)

## Guerriglieri(1)
- Mario Firmenich, guerrigliero argentino (Buenos Aires, n. 1948)

## Hockeisti su ghiaccio(9)
- Mario Bedogni, hockeista su ghiaccio, allenatore di hockey su ghiaccio e pattinatore di velocità su ghiaccio italiano (Milano, n. 1923 - Milano, † 2017)
- Mario Brunetta, ex hockeista su ghiaccio canadese (Québec, n. 1967)
- Mario Cartelli, ex hockeista su ghiaccio ceco (Karviná, n. 1979)
- Mario Chitaroni, ex hockeista su ghiaccio canadese (Cobalt, n. 1967)
- Mario Doyon, ex hockeista su ghiaccio canadese (Québec, n. 1968)
- Mario Fischer, ex hockeista su ghiaccio austriaco (Vienna, n. 1989)
- Mario Lemieux, ex hockeista su ghiaccio e dirigente sportivo canadese (Montréal, n. 1965)
- Mario Nobili, ex hockeista su ghiaccio canadese (Montreal, n. 1971)
- Mario Valery-Trabucco, hockeista su ghiaccio canadese (Caracas, n. 1987)

## Hockeisti su pista(2)
- Mario Cergol, hockeista su pista e allenatore di hockey su pista italiano (Barcola, n. 1911 - Trieste, † 1975)
- Mario Franzoni, ex hockeista su pista italiano (Battipaglia, n. 1986)

## Illustratori(4)
- Mario Bazzi, illustratore e pittore italiano (Bologna, n. 1891 - Milano, † 1954)
- Mario Carìa, illustratore e fumettista italiano (Roma, n. 1934 - Roma, † 2001)
- Mario Cussino, illustratore e pubblicitario italiano (Potenza, n. 1900 - Roma, † 1990)
- Mario D'Antona, illustratore italiano (Alessandria d'Egitto, n. 1911 - Milano, † 1977)

## Imprenditori(19)
- Mario Boselli, imprenditore e dirigente d'azienda italiano (Como, n. 1941)
- Mario Ceretto, imprenditore italiano (Cuorgnè, n. 1929 - Orbassano, † 1975)
- Mario Cervati, imprenditore e dirigente sportivo italiano (Brescia, n. 1928 - Brescia, † 2012)
- Mario Crespi, imprenditore, editore e politico italiano (Nembro, n. 1879 - Milano, † 1962)
- Mario Crosta, imprenditore e dirigente d'azienda italiano (Busto Arsizio, n. 1897 - † 1974)
- Mario Galbusera, imprenditore italiano (Morbegno, n. 1924 - Morbegno, † 2018)
- Mario Guizzardi, imprenditore e calciatore italiano (Sant'Agata Bolognese, n. 1906 - Castel San Pietro Terme, † 1980)
- Mario Moretti Polegato, imprenditore italiano (Ciano del Montello, n. 1952)
- Mario Negri, imprenditore e filantropo italiano (Milano, n. 1891 - Milano, † 1960)
- Mario Ottieri, imprenditore e politico italiano (Portici, n. 1910 - Napoli, † 1974)
- Mario Pavesi, imprenditore italiano (Cilavegna, n. 1909 - Milano, † 1990)
- Mario Prada, imprenditore e stilista italiano (Milano, n. 1894 - † 1958)
- Mario Racheli, imprenditore e politico italiano (Parma, n. 1879 - Parma, † 1961)
- Mario Rendo, imprenditore italiano (Catania, n. 1922 - Aci Castello, † 2005)
- Mario Schimberni, imprenditore e dirigente d'azienda italiano (Roma, n. 1923 - Parigi, † 2001)
- Mario Segale, imprenditore statunitense (Seattle, n. 1934 - Tukwila, † 2018)
- Mario Spagnoli, imprenditore italiano (n. 1900 - † 1977)
- Mario Tadini, imprenditore e pilota automobilistico italiano (Bergamo, n. 1905 - Alessandria, † 1983)
- Mario Veronesi, imprenditore e farmacista italiano (Mirandola, n. 1932 - Mirandola, † 2017)

## Incisori(1)
- Mario Cartaro, incisore italiano (n. 1540 - † 1620)

## Indologi(1)
- Mario Piantelli, indologo e storico delle religioni italiano (Pino Torinese, n. 1943)

## Informatici(3)
- Mario Gerla, informatico e saggista italiano (Arona, n. 1943 - Los Angeles, † 2019)
- Mario Italiani, informatico italiano (Cremona, n. 1929 - Milano, † 2019)
- Mario Lucertini, informatico italiano (Treviso, n. 1947 - Roma, † 2002)

## Ingegneri(20)
- Mario Agnoli, ingegnere e politico italiano (Bologna, n. 1898 - Bologna, † 1983)
- Mario Almondo, ingegnere italiano (Torino, n. 1964)
- Mario Boella, ingegnere, docente e militare italiano (Genova, n. 1905 - Loranzè, † 1989)
- Mario Castoldi, ingegnere italiano (Zibido San Giacomo, n. 1888 - Trezzano sul Naviglio, † 1968)
- Mario Fondelli, ingegnere italiano (Firenze, n. 1924 - † 2017)
- Mario Grossi, ingegnere italiano (Giuncarico, n. 1925 - Boston, † 1999)
- Mario Alberto Guillén Suárez, ingegnere, avvocato e politico boliviano (Tarija, n. 1968)
- Mario Illien, ingegnere svizzero (Coira, n. 1949)
- Mario Maria Jacopetti, ingegnere elettrotecnico italiano (Napoli, n. 1908 - Sicilia, † 1963)
- Mario Loreti, ingegnere e architetto italiano (Roma, n. 1898 - Roma, † 1968)
- Mario Pancini, ingegnere italiano (Rovigo, n. 1912 - Venezia, † 1968)
- Mario Rodinò di Miglione, ingegnere e politico italiano (Napoli, n. 1900 - † 1961)
- Mario Salvadori, ingegnere italiano (Roma, n. 1907 - New York, † 1997)
- Mario Silvestri, ingegnere italiano (Verona, n. 1919 - Milano, † 1994)
- Mario Tchou, ingegnere e informatico italiano (Roma, n. 1924 - Santhià, † 1961)
- Mario Tollentino, ingegnere italiano
- Mario Umiltà, ingegnere italiano (Livorno, n. 1898 - Palermo, † 1998)
- Mario Urbinati, ingegnere italiano (Bologna, n. 1885 - Roma, † 1964)
- Mario Zucchelli, ingegnere italiano (Crevalcore, n. 1944 - Bologna, † 2003)
- Mario de Miranda, ingegnere italiano (Milano, n. 1954)

## Insegnanti(4)
- Mario Lodi, insegnante, pedagogista e scrittore italiano (Piadena, n. 1922 - Drizzona, † 2014)
- Mario Medici, docente e storico svizzero (Mendrisio, n. 1908 - Mendrisio, † 1984)
- Mario Rizzari, docente, economista e politico italiano (Catania, n. 1817 - Catania, † 1886)
- Mario Tosi, docente e latinista italiano (Oleggio - Grignasco, † 1984)

## Inventori(2)
- Mario Calderara, inventore e aviatore italiano (Verona, n. 1879 - Roma, † 1944)
- Mario Celso, inventore italiano (Sant'Antonino di Susa, n. 1917 - Sant'Antonino di Susa, † 1994)

## Ispanisti(1)
- Mario Socrate, ispanista, poeta e romanziere italiano (Roma, n. 1920 - Roma, † 2012)

## Judoka(1)
- Mario Vecchi, ex judoka italiano (Rieti, n. 1957)

## Karateka(1)
- Mario Hodžić, karateka montenegrino (n. 1998)

## Latinisti(1)
- Mario Citroni, latinista italiano (Malé, n. 1944)

## Letterati(3)
- Mario Guarnacci, letterato, archeologo e numismatico italiano (Volterra, n. 1701 - Volterra, † 1785)
- Mario Pelosini, letterato e docente italiano (Pisa, n. 1889 - Pisa, † 1950)
- Mario Pieri, letterato italiano (Corfù, n. 1776 - Firenze, † 1852)

## Librettisti(1)
- Mario Ghisalberti, librettista italiano (n. 1902 - † 1980)

## Linguisti(2)
- Mario Alinei, linguista italiano (Torino, n. 1926 - Impruneta, † 2018)
- Mario Pei, linguista e filologo statunitense (Roma, n. 1901 - New Jersey, † 1978)

## Liutai(1)
- Mario Maccaferri, liutaio e chitarrista italiano (Cento, n. 1900 - New York, † 1993)

## Logici(1)
- Mario Piazza, logico e filosofo italiano (Roma, n. 1969)

## Lottatori(1)
- Mario Gruppioni, lottatore italiano (San Giovanni in Persiceto, n. 1901 - Bologna, † 1939)

## Mafiosi(8)
- Mario Balistreri, mafioso statunitense (San Francisco, n. 1901 - San Francisco, † 1979)
- Mario Caterino, mafioso italiano (Casal di Principe, n. 1957)
- Mario Cuomo, mafioso italiano (Napoli, n. 1960 - Napoli, † 1990)
- Santino Di Matteo, mafioso e collaboratore di giustizia italiano (Altofonte, n. 1954)
- Mario Fabbrocino, mafioso italiano (Ottaviano, n. 1943 - Parma, † 2019)
- Mario Gigante, mafioso statunitense (Greenwich Village, n. 1923 - † 2022)
- Mario Iovine, mafioso italiano (San Cipriano d'Aversa, n. 1938 - Cascais, † 1991)
- Mario Prestifilippo, mafioso italiano (Palermo, n. 1958 - Bagheria, † 1987)

## Magistrati(12)
- Mario Alemanno, magistrato e giurista italiano (Roma, n. 1935 - Roma, † 2024)
- Mario Almerighi, magistrato e scrittore italiano (Cagliari, n. 1939 - Roma, † 2017)
- Mario Amato, magistrato italiano (Palermo, n. 1937 - Roma, † 1980)
- Mario Giovanni Barbieri, magistrato e politico italiano (Ferrara, n. 1900)
- Mario Berri, magistrato e giurista italiano (Genova, n. 1912 - Roma, † 1996)
- Mario Cosatti, magistrato italiano (Roma, n. 1888 - Roma, † 1963)
- Mario Fabbri, magistrato italiano (Macerata, n. 1932 - Belluno, † 2019)
- Mario Finzi, magistrato, pianista e musicista italiano (Bologna, n. 1913 - Auschwitz, † 1945)
- Mario Fioretti, magistrato italiano (Roma, n. 1913 - Roma, † 1943)
- Mario Greco, magistrato e politico italiano (Cotronei, n. 1938)
- Mario Rosario Morelli, magistrato italiano (Roma, n. 1941)
- Mario Sossi, magistrato, avvocato e politico italiano (Imperia, n. 1932 - Genova, † 2019)

## Martellisti(1)
- Mario Vecchiato, ex martellista italiano (Udine, n. 1948)

## Matematici(11)
- Mario Baldassarri, matematico italiano (Padova, n. 1920 - Padova, † 1964)
- Mario Barra, matematico italiano (Roma, † 2024)
- Mario Di Lazzaro, matematico e politico italiano (Roma, n. 1926 - Roma, † 1996)
- Mario Dolcher, matematico italiano (Zara, n. 1920 - Sassari, † 1997)
- Mario Rosario Occorsio, matematico e scrittore italiano (Napoli, n. 1932 - Castel Volturno, † 2024)
- Mario Pascal, matematico italiano (Pavia, n. 1896 - Napoli, † 1949)
- Mario Pieri, matematico italiano (Lucca, n. 1860 - Capannori, † 1913)
- Mario Primicerio, matematico e politico italiano (Roma, n. 1940 - Firenze, † 2025)
- Mario Pulvirenti, matematico italiano (Roma, n. 1946)
- Mario Villa, matematico italiano (Castel Goffredo, n. 1907 - Bologna, † 1973)
- Mario Volpato, matematico italiano (Castelbaldo, n. 1915 - Padova, † 2000)

## Medici(14)
- Mario Acqua, medico e chirurgo italiano (Roma, n. 1899 - Sanremo, † 1955)
- Francesco Maria Antonini, medico italiano (Firenze, n. 1920 - † 2008)
- Mario Carrara, medico e antifascista italiano (Guastalla, n. 1866 - Torino, † 1937)
- Mario Coltorti, medico italiano (Civitanova Marche, n. 1926 - Napoli, † 2009)
- Mario Condorelli, medico e politico italiano (Napoli, n. 1932 - Napoli, † 2011)
- Mario Roberto Dal Poz, medico brasiliano (n. 1950)
- Mario Merighi, medico e politico italiano (Viterbo, n. 1876 - Mirandola, † 1970)
- Mario Pasi, medico, militare e partigiano italiano (Ravenna, n. 1913 - Belluno, † 1945)
- Mario Rossi, medico e attivista italiano (Costa di Rovigo, n. 1925 - Roma, † 1976)
- Mario Spallone, medico e politico italiano (Lecce nei Marsi, n. 1917 - Roma, † 2013)
- Mario Tiengo, medico italiano (Adria, n. 1922 - Pavia, † 2010)
- Mario Tortora, medico italiano (Casamarciano, n. 1909 - Casamarciano, † 1994)
- Mario Trabucco, medico e filosofo italiano
- Mario Venezia, medico e politico italiano (Montescaglioso, n. 1960)

## Meteorologi(1)
- Mario Giuliacci, meteorologo e ex militare italiano (Città della Pieve, n. 1940)

## Mezzofondisti(5)
- Mario Bauernfeind, mezzofondista e maratoneta austriaco (n. 1991)
- Giuseppe Bonini, mezzofondista e velocista italiano (Golasecca, n. 1897 - Roma)
- Mario García, mezzofondista spagnolo (Salamanca, n. 1999)
- Mario Lanzi, mezzofondista e velocista italiano (Castelletto sopra Ticino, n. 1914 - Schio, † 1980)
- Mario Scapini, mezzofondista italiano (Milano, n. 1989)

## Micologi(1)
- Mario Galli, micologo italiano (Barlassina, n. 1931 - Barlassina, † 1981)

## Missionari(2)
- Mario Borzaga, missionario italiano (Trento, n. 1932 - Laos, † 1960)
- Mario Marega, missionario italiano (Mossa, n. 1902 - Brescia, † 1978)

## Montatori(3)
- Mario Bonotti, montatore italiano (Roma)
- Mario Morra, montatore, regista e sceneggiatore italiano (Roma, n. 1935 - Castelnuovo di Porto, † 2024)
- Mario Serandrei, montatore e sceneggiatore italiano (Napoli, n. 1907 - Roma, † 1966)

## Musicisti(7)
- Mario Capuano, musicista, compositore e produttore discografico italiano (Roma, n. 1945)
- Mario Cenci, musicista, compositore e paroliere italiano (Perugia, n. 1928 - Massa, † 1996)
- Mario Consiglio, musicista italiano (Torino, n. 1907 - Milano, † 1975)
- Mario Costalonga, musicista italiano (Pordenone, n. 1932 - San Vito al Tagliamento, † 2014)
- Mario Musella, musicista e cantante italiano (Napoli, n. 1945 - Marano di Napoli, † 1979)
- Mario Rosini, musicista e cantante italiano (Gioia del Colle, n. 1963)
- Mario Zargani, musicista, violista e violinista italiano (Pisa, n. 1895 - Torino, † 1951)

## Musicologi(2)
- Mario Fabbri, musicologo e alpinista italiano (Firenze, n. 1931 - Firenze, † 1983)
- Mario Ruffini, musicologo, direttore d'orchestra e compositore italiano (Teramo, n. 1955)

## Naturalisti(2)
- Mario Cermenati, naturalista e politico italiano (Lecco, n. 1868 - Castel Gandolfo, † 1924)
- Mario Gemmellaro, naturalista e geologo italiano (Nicolosi, n. 1773 - Nicolosi, † 1839)

## Nobili(6)
- Mario Borrello, nobile italiano
- Mario Broglia, nobile, militare e politico italiano (Chieri, n. 1796 - Torino, † 1857)
- Mario Mattei Orsini, II duca di Paganica, nobile, militare e mecenate italiano (Roma, n. 1641 - Roma, † 1690)
- Mario Mattei Orsini, barone di Paganica, nobile e politico italiano (Roma, n. 1571 - Roma, † 1621)
- Mario II Sforza di Santa Fiora, nobile italiano (Firenze, n. 1594 - Roma, † 1658)
- Mario del Drago, nobile e militare italiano (Roma, n. 1899 - Roma, † 1981)

## Numismatici(2)
- Mario Rasero, numismatico e politico italiano (Asti, n. 1881 - Asti, † 1947)
- Mario Traina, numismatico italiano (n. 1930 - † 2010)

## Nuotatori(4)
- Mario Albertini, nuotatore italiano (Pavia, n. 1885 - Pavia, † 1957)
- Mario Massa, nuotatore italiano (Nervi, n. 1892 - Roma, † 1956)
- Mario Sanzullo, nuotatore italiano (Massa di Somma, n. 1993)
- Mario de Lorenzo, nuotatore e pallanuotista brasiliano (San Paolo, n. 1912)

## Operai(2)
- Mario Magnotta, operaio italiano (Pieve di Teco, n. 1942 - L'Aquila, † 2009)
- Mario Marcolla, operaio e scrittore italiano (Rivoli, n. 1929 - Monza, † 2003)

## Orafi(1)
- Mario Buccellati, orafo, gioielliere e imprenditore italiano (Ancona, n. 1891 - Milano, † 1965)

## Orientalisti(2)
- Mario Bussagli, orientalista italiano (Siena, n. 1917 - Frosinone, † 1988)
- Mario Liverani, orientalista, archeologo e storico delle religioni italiano (Roma, n. 1939)

## Ostacolisti(1)
- Mario Lambrughi, ostacolista e velocista italiano (Monza, n. 1992)

## Paleontologi(1)
- Mario Canavari, paleontologo e geologo italiano (Camerino, n. 1855 - Pisa, † 1928)

## Pallamanisti(1)
- Mario Šoštarić, pallamanista croato (Slovenj Gradec, n. 1992)

## Pallanuotisti(7)
- Mario Balla, pallanuotista e allenatore di pallanuoto italiano (Genova, n. 1903 - Genova, † 1964)
- Mario Bistoletti, pallanuotista argentino (n. 1905)
- Mario Boero, pallanuotista italiano (Genova, n. 1893 - Genova, † 1973)
- Mario Del Basso, pallanuotista italiano (Salerno, n. 1998)
- Mario Fiorillo, ex pallanuotista, allenatore di pallanuoto e dirigente sportivo italiano (Napoli, n. 1962)
- Mario Majoni, pallanuotista e allenatore di pallanuoto italiano (Quarto dei Mille, n. 1910 - Genova, † 1985)
- Mario Sebastián, pallanuotista argentino (Santa Fe, n. 1926 - † 2006)

## Pallavolisti(4)
- Mario Ferrari, pallavolista, allenatore di calcio e calciatore italiano (Brescia, n. 1926 - Firenze, † 2018)
- Mario Mattioli, pallavolista e allenatore di pallavolo italiano (Ravenna, n. 1945 - Firenze, † 2003)
- Mario Mercorio, pallavolista italiano (Caserta, n. 1983)
- Mario Scappaticcio, ex pallavolista italiano (Napoli, n. 1974)

## Parolieri(3)
- Marf, paroliere e compositore italiano (Forlì, n. 1894 - Forlì, † 1946)
- Mario Panzeri, paroliere e compositore italiano (Milano, n. 1911 - Milano, † 1991)
- Mario Valabrega, paroliere italiano (Torino, n. 1904 - Torino, † 1950)

## Partigiani(35)
- Mario Abruzzese, partigiano italiano (Nettuno, n. 1920 - Nettuno, † 1972)
- Mario Alicata, partigiano, critico letterario e politico italiano (Reggio Calabria, n. 1918 - Roma, † 1966)
- Mario Bastia, partigiano italiano (Bologna, n. 1915 - Bologna, † 1944)
- Mario Batà, partigiano italiano (Roma, n. 1917 - Sforzacosta, † 1943)
- Roberto Berthoud, partigiano italiano (Serravalle Scrivia, n. 1905 - Genova, † 1945)
- Mario Boeddu, partigiano e operaio italiano (Sestri Ponente, n. 1925 - Rovegno, † 1944)
- Mario Capelli, partigiano italiano (Rimini, n. 1921 - Rimini, † 1944)
- Mario Capuani, partigiano e medico italiano (Torricella Sicura, n. 1908 - Bosco Martese, † 1943)
- Mario Cassurino, partigiano italiano (Genova, n. 1924 - Genova, † 1944)
- Mario Celio, partigiano italiano (Avezzano, n. 1921 - L'Aquila, † 1944)
- Mario De Nigris, partigiano italiano (Pescara, n. 1923 - Teramo, † 2017)
- Mario Depangher, partigiano e antifascista italiano (Capodistria, n. 1897 - Muggia, † 1965)
- Mario Di Maio, partigiano, antifascista e poeta italiano (Roma, n. 1928)
- Fratelli Durante, partigiano italiano (Balsorano, n. 1918 - † 1944)
- Mario Fiorentini, partigiano, agente segreto e matematico italiano (Roma, n. 1918 - Roma, † 2022)
- Mario Foschiani, partigiano italiano (Udine, n. 1912 - Udine, † 1945)
- Mario Giovana, partigiano, giornalista e storico italiano (Nizza, n. 1925 - Cuneo, † 2009)
- Mario Gordini, partigiano italiano (Ravenna, n. 1911 - Forlì, † 1944)
- Mario Grecchi, partigiano italiano (Milano, n. 1926 - Perugia, † 1944)
- Mario Grisendi, partigiano italiano (San Polo d'Enza, n. 1919 - San Polo d'Enza, † 1945)
- Mario Leporatti, partigiano italiano (Roma, n. 1919 - Roma, † 2007)
- Mario Mencatelli, partigiano italiano (Montepulciano, n. 1924 - Monticchiello, † 1944)
- Mario Menichini, partigiano italiano (Pannarano, n. 1926 - Napoli, † 1943)
- Mario Migliorini, partigiano italiano (Colle di Val d'Elsa, n. 1903 - Überlingen, † 1945)
- Mario Modotti, partigiano, operaio e antifascista italiano (Udine, n. 1912 - Udine, † 1945)
- Mario Morgantini, partigiano italiano (Chiusi, n. 1920 - Ravenna, † 1945)
- Mario Musolesi, partigiano italiano (Vado di Monzuno, n. 1914 - zona di Marzabotto, † 1944)
- Mario Nardi, partigiano e generale italiano (Torino, n. 1912 - Arma di Taggia, † 2007)
- Mario Piana, partigiano italiano (Sampierdarena, n. 1925 - Santo Stefano d'Aveto, † 1945)
- Mario Ricci, partigiano e politico italiano (Pavullo nel Frignano, n. 1908 - Pavullo nel Frignano, † 1989)
- Mario Sbardella, partigiano italiano (Palestrina, n. 1914 - San Lazzaro di Savena, † 1987)
- Mario Sbrilli, partigiano italiano (Firenze, n. 1922 - Arezzo, † 1944)
- Mario Simonazzi, partigiano italiano (Albinea, n. 1920 - † 1945)
- Mario Todesco, partigiano italiano (Solagna, n. 1908 - Padova, † 1944)
- Mario Toffanin, partigiano italiano (Padova, n. 1912 - Sesana, † 1999)

## Patrioti(2)
- Mario Gigliucci, patriota, ingegnere e imprenditore italiano (Fermo, n. 1847 - Firenze, † 1937)
- Attilio Hortis, patriota, storico e politico italiano (Trieste, n. 1850 - Trieste, † 1926)

## Pattinatori di velocità su ghiaccio(1)
- Mario Gios, ex pattinatore di velocità su ghiaccio italiano (Asiago, n. 1936)

## Pedagogisti(1)
- Mario Alighiero Manacorda, pedagogista italiano (Roma, n. 1914 - Roma, † 2013)

## Pentatleti(1)
- Mario Medda, pentatleta italiano (Piscinas, n. 1943 - Roma, † 1980)

## Personaggi televisivi(1)
- Mario Appignani, personaggio televisivo, attivista e scrittore italiano (Roma, n. 1954 - Roma, † 1996)

## Pianisti(7)
- Mario Bartoccini, pianista italiano (Roma, n. 1898 - † 1964)
- Mario Braggiotti, pianista e compositore italiano (Firenze, n. 1905 - West Palm Beach, † 1996)
- Mario Galeani, pianista italiano (Messina, n. 1966)
- Mario Mariani, pianista e compositore italiano (Pesaro, n. 1970)
- Mario Paci, pianista e direttore d'orchestra italiano (Firenze, n. 1878 - † 1946)
- Mario Rusca, pianista, compositore e direttore d'orchestra italiano (Torino, n. 1937)
- Mario Schisa, pianista e compositore italiano (Montevideo, n. 1906 - Roma, † 1980)

## Piloti automobilistici(3)
- Mario Andretti, ex pilota automobilistico italiano (Montona, n. 1940)
- Mario Umberto Borzacchini, pilota automobilistico italiano (Terni, n. 1898 - Monza, † 1933)
- Mario Casoni, ex pilota automobilistico e imprenditore italiano (Finale Emilia, n. 1939)

## Piloti di rally(1)
- Mario Mannucci, copilota di rally italiano (Milano, n. 1932 - Gorizia, † 2011)

## Piloti motociclistici(4)
- Mario Colombo, pilota motociclistico italiano (Marnate, n. 1902 - Gorla Minore, † 1986)
- Mario Lega, pilota motociclistico italiano (Lugo, n. 1949)
- Mario Rademeyer, ex pilota motociclistico sudafricano
- Mario Rinaldi, pilota motociclistico italiano (Rovato, n. 1966)

## Pionieri dell'aviazione(1)
- Mario Faccioli, pioniere dell'aviazione italiano (Torino, n. 1885 - Torino, † 1915)

## Pistard(4)
- Mario Benetton, ex pistard italiano (Padova, n. 1974)
- Mario Gentili, pistard, ciclista su strada e ciclocrossista italiano (Roma, n. 1913 - Roma, † 1999)
- Mario Ghella, pistard e ciclista su strada italiano (Chieri, n. 1929 - Arenas de San Pedro, † 2020)
- Mario Lusiani, pistard e ciclista su strada italiano (Vescovana, n. 1903 - † 1964)

## Poeti(18)
- Mario Bellusi, poeta, incisore e fotografo italiano (Ferrara, n. 1893 - Roma, † 1955)
- Mario Benedetti, poeta italiano (Udine, n. 1955 - Piadena Drizzona, † 2020)
- Mario Benedetti, poeta, saggista e scrittore uruguaiano (Paso de los Toros, n. 1920 - Montevideo, † 2009)
- Mario Chini, poeta, museologo e traduttore italiano (Borgo San Lorenzo, n. 1876 - Roma, † 1959)
- Mario De Leone, poeta e politico italiano (Napoli, n. 1889 - Barcellona, † 1936)
- Mario Gori, poeta e scrittore italiano (Niscemi, n. 1926 - Catania, † 1970)
- Mario Grasso, poeta, scrittore e saggista italiano (Acireale, n. 1932 - Catania, † 2022)
- Mario Luzi, poeta, drammaturgo e critico letterario italiano (Sesto Fiorentino, n. 1914 - Firenze, † 2005)
- Mario López, poeta e pittore spagnolo (Bujalance, n. 1918 - Bujalance, † 2003)
- Mario Novaro, poeta, filosofo e imprenditore italiano (Diano Marina, n. 1868 - Ponti di Nava, † 1944)
- Mario Petrucci, poeta, saggista e compositore britannico (n. 1958)
- Mario Ramous, poeta, traduttore e saggista italiano (Milano, n. 1924 - Bologna, † 1999)
- Mario Rapisardi, poeta, traduttore e italianista italiano (Catania, n. 1844 - Catania, † 1912)
- Mario Santagostini, poeta e traduttore italiano (Milano, n. 1951)
- Mario Scalesi, poeta e critico letterario italiano (Tunisi, n. 1892 - Palermo, † 1922)
- Mario Stefani, poeta italiano (Venezia, n. 1938 - Venezia, † 2001)
- Mario Trejo, poeta, giornalista e drammaturgo argentino (Argentina, n. 1926 - Rosario, † 2012)
- Mário de Sá-Carneiro, poeta e drammaturgo portoghese (Lisbona, n. 1890 - Parigi, † 1916)

## Polistrumentisti(1)
- Mario Battaini, polistrumentista e arrangiatore italiano (Milano, n. 1931 - † 2000)

## Politologi(4)
- Mario D'Addio, politologo e politico italiano (Ripacandida, n. 1923 - Roma, † 2017)
- Mario Einaudi, politologo e antifascista italiano (Dogliani, n. 1904 - Dogliani, † 1994)
- Mario Rodriguez, politologo italiano (Napoli, n. 1947)
- Mario Stoppino, politologo italiano (Vigevano, n. 1935 - Pavia, † 2001)

## Poliziotti(10)
- Mario Adorati, carabiniere italiano (Castelplanio, n. 1926 - Bellaria-Igea Marina, † 1996)
- Mario Canessa, poliziotto, partigiano e funzionario italiano (Volterra, n. 1917 - Livorno, † 2014)
- Mario Carità, poliziotto, criminale di guerra e militare italiano (Milano, n. 1904 - Castelrotto, † 1945)
- Mario D'Aleo, carabiniere italiano (Roma, n. 1954 - Palermo, † 1983)
- Malevo Ferreyra, poliziotto argentino (Dipartimento di Cruz Alta, n. 1945 - San Andrés, † 2008)
- Mario Forziero, carabiniere italiano (Francolise, n. 1960 - Siena, † 1990)
- Mario Malausa, carabiniere italiano (Tripoli, n. 1938 - Ciaculli, † 1963)
- Mario Nardone, poliziotto e dirigente pubblico italiano (Pietradefusi, n. 1915 - Milano, † 1986)
- Mario Tosa, carabiniere italiano (Genova, n. 1953 - Genova, † 1979)
- Mario Trapassi, carabiniere italiano (Palermo, n. 1950 - Palermo, † 1983)

## Presbiteri(14)
- Mario Aldegani, presbitero italiano (Sorisole, n. 1953)
- Mario Borello, prete e militare italiano (Sant'Ambrogio di Torino, n. 1893 - † 1981)
- Mario Borrelli, prete, sociologo e educatore italiano (Napoli, n. 1922 - Oxford, † 2007)
- Mario Canciani, presbitero, biblista e scrittore italiano (Roma, n. 1928 - Roma, † 2007)
- Mario Ciceri, presbitero italiano (Veduggio con Colzano, n. 1900 - Vimercate, † 1945)
- Mario Ghibaudo, presbitero italiano (Borgo San Dalmazzo, n. 1920 - Boves, † 1943)
- Mario Giannone, presbitero, scrittore e militare italiano (Montella, n. 1910 - Napoli, † 1989)
- Mario Mazzoleni, presbitero italiano (Zogno, n. 1944 - Puttaparthi, † 2001)
- Mario Natalucci, presbitero e storico italiano (Castelferretti, n. 1903 - Ancona, † 1980)
- Mario Operti, presbitero italiano (Savigliano, n. 1950 - Torino, † 2001)
- Mario Pezzi, presbitero italiano (Gottolengo, n. 1942)
- Mario Picchi, presbitero italiano (Pavia, n. 1930 - Roma, † 2010)
- Mario Vergara, presbitero e missionario italiano (Frattamaggiore, n. 1910 - Shadaw, † 1950)
- Mario Viglietti, presbitero e docente italiano (Torino, n. 1921 - Torino, † 2007)

## Principi(1)
- Mario Chigi Albani della Rovere, VII principe di Farnese, principe e militare italiano (Roma, n. 1832 - Roma, † 1914)

## Produttori cinematografici(4)
- Mario Cecchi Gori, produttore cinematografico italiano (Brescia, n. 1920 - Roma, † 1993)
- Mario Gargiulo, produttore cinematografico, sceneggiatore e regista cinematografico italiano (Napoli, n. 1880 - Roma, † 1932)
- Mario Gianani, produttore cinematografico italiano (Roma, n. 1970)
- Mario Orfini, produttore cinematografico, produttore televisivo e sceneggiatore italiano (Lanciano, n. 1936)

## Produttori discografici(2)
- Mario Caldato Jr., produttore discografico e tastierista brasiliano (San Paolo, n. 1961)
- Mario Cervo, produttore discografico, conduttore radiofonico e dirigente sportivo italiano (Olbia, n. 1929 - † 1997)

## Produttori televisivi(1)
- Mario Paloschi, produttore televisivo, autore televisivo e regista italiano (Cremona, n. 1965)

## Psichiatri(2)
- Mario Maj, psichiatra italiano (Napoli, n. 1953)
- Mario Tobino, psichiatra, scrittore e poeta italiano (Viareggio, n. 1910 - Agrigento, † 1991)

## Psicoanalisti(1)
- Mario Trevi, psicoanalista italiano (Ancona, n. 1924 - Roma, † 2011)

## Psicologi(3)
- Mario Pilo, psicologo, filosofo e critico d'arte italiano (Pallanza, n. 1859 - Mantova, † 1920)
- Mario Ponzo, psicologo italiano (Milano, n. 1882 - Roma, † 1960)
- Mario Zanforlin, psicologo e etologo italiano (Pontecchio Polesine, n. 1934 - Asiago, † 2016)

## Pugili(12)
- Mario Barrios, pugile statunitense (San Antonio, n. 1995)
- Mario Baruzzi, pugile italiano (Provaglio Val Sabbia, n. 1946 - Provaglio Val Sabbia, † 2020)
- Mario Bianchini, pugile italiano (Roma, n. 1911 - † 1957)
- Mario Bosisio, pugile italiano (Milano, n. 1901 - † 1988)
- Mario Casati, ex pugile italiano (Carate Brianza, n. 1944)
- Mario D'Agata, pugile italiano (Arezzo, n. 1926 - Firenze, † 2009)
- Mario Kindelán, ex pugile cubano (Holguín, n. 1971)
- Mario Lamagna, pugile italiano (Napoli, n. 1941 - Napoli, † 2020)
- Mario Pisanti, pugile italiano (Cisterna di Latina, n. 1979)
- Mario Romersi, ex pugile italiano (Roma, n. 1946)
- Mario Sitri, pugile italiano (Livorno, n. 1936 - Livorno, † 2011)
- Mario Vecchiatto, pugile italiano (Udine, n. 1931 - Udine, † 1987)

## Radiologi(1)
- Mario Romagnoli, radiologo e militare italiano (Lucca, n. 1897 - Pistoia, † 1960)

## Rapper(2)
- Tony 2Milli, rapper e produttore discografico italiano (Milano, n. 2000)
- Yo Gotti, rapper statunitense (Memphis, n. 1981)

## Registi(39)
- Mario Almirante, regista, attore e direttore del doppiaggio italiano (Molfetta, n. 1890 - Roma, † 1964)
- Mario Azzopardi, regista e sceneggiatore maltese (Siġġiewi, n. 1950)
- Mario Baffico, regista e sceneggiatore italiano (La Maddalena, n. 1907 - Roma, † 1972)
- Mario Balsamo, regista italiano (Latina, n. 1962)
- Mario Bava, regista, direttore della fotografia e effettista italiano (Sanremo, n. 1914 - Roma, † 1980)
- Mario Bianchi, regista italiano (Roma, n. 1939 - Roma, † 2022)
- Mario Bianchi, regista televisivo italiano (Casale Monferrato, n. 1948)
- Mario Bonnard, regista e attore italiano (Roma, n. 1889 - Roma, † 1965)
- Mario Brenta, regista, sceneggiatore e direttore della fotografia italiano (Venezia, n. 1942)
- Mario Caiano, regista e sceneggiatore italiano (Roma, n. 1933 - Roma, † 2015)
- Mario Camerini, regista e sceneggiatore italiano (Roma, n. 1895 - Gardone Riviera, † 1981)
- Mario Camus, regista e sceneggiatore spagnolo (Santander, n. 1935 - Santander, † 2021)
- Mario Carbone, regista, direttore della fotografia e fotografo italiano (San Sosti, n. 1924 - Roma, † 2025)
- Mario Caserini, regista, attore e sceneggiatore italiano (Roma, n. 1874 - Roma, † 1920)
- Mario Costa, regista italiano (Roma, n. 1904 - Roma, † 1995)
- Mario Ferrero, regista italiano (Firenze, n. 1922 - Vicchio, † 2012)
- Mario Gallo, regista cinematografico italiano (Barletta, n. 1878 - Buenos Aires, † 1945)
- Mario Gariazzo, regista italiano (Biella, n. 1930 - Roma, † 2002)
- Mario Garriba, regista e attore italiano (Soave, n. 1944 - Firenze, † 2013)
- Mario Imperoli, regista cinematografico, giornalista e sceneggiatore italiano (Roma, n. 1931 - Roma, † 1977)
- Mario Landi, regista e attore italiano (Messina, n. 1920 - Roma, † 1992)
- Mario Lanfranchi, regista, sceneggiatore e collezionista d'arte italiano (Parma, n. 1927 - Langhirano, † 2022)
- Alberto Lattuada, regista, sceneggiatore e attore italiano (Vaprio d'Adda, n. 1914 - Orvieto, † 2005)
- Mario Maellaro, regista televisivo italiano (Alberobello, n. 1974)
- Mario Maffei, regista, sceneggiatore e attore italiano (Viareggio, n. 1918 - Roma, † 2001)
- Mario Martone, regista cinematografico, regista teatrale e sceneggiatore italiano (Napoli, n. 1959)
- Mario Mattoli, regista, sceneggiatore e impresario teatrale italiano (Tolentino, n. 1898 - Roma, † 1980)
- Mario Missiroli, regista e direttore artistico italiano (Bergamo, n. 1934 - Torino, † 2014)
- Mario Monicelli, regista, sceneggiatore e scrittore italiano (Roma, n. 1915 - Roma, † 2010)
- Mario Pinzauti, regista e sceneggiatore italiano (Roma, n. 1930 - † 2010)
- Mario Porcile, regista italiano (Genova, n. 1921 - † 2013)
- Mario Sabatini, regista e sceneggiatore italiano (Poppi, n. 1927)
- Mario Salieri, regista e produttore cinematografico italiano (Napoli, n. 1957)
- Mario Sequi, regista e sceneggiatore italiano (Cagliari, n. 1913 - Roma, † 1992)
- Mario Sesti, regista, giornalista e critico cinematografico italiano (Messina, n. 1958)
- Mario Siciliano, regista e sceneggiatore italiano (Roma, n. 1919 - Roma, † 1986)
- Mario Soffici, regista, sceneggiatore e attore italiano (Firenze, n. 1900 - Buenos Aires, † 1977)
- Mario Tani, regista cinematografico e produttore cinematografico italiano (Bari, n. 1976)
- Mario Zampi, regista e produttore cinematografico italiano (Sora, n. 1903 - Londra, † 1963)

## Registi teatrali(1)
- Mario Di Iorio, regista teatrale, imprenditore e sceneggiatore italiano (Chieti, n. 1944 - Pescara, † 2015)

## Religiosi(1)
- Mario Tirelli, religioso, rivoluzionario e giudice italiano (Altamura, n. 1774)

## Restauratori(1)
- Mario Botter, restauratore italiano (Treviso, n. 1896 - † 1978)

## Rugbisti a 15(6)
- Mario Battaglini, rugbista a 15 e allenatore di rugby a 15 italiano (Rovigo, n. 1919 - Padova, † 1971)
- Mario Gerosa, ex rugbista a 15, allenatore di rugby a 15 e dirigente sportivo argentino (Rosario, n. 1967)
- Mario Ledesma, ex rugbista a 15 e allenatore di rugby a 15 argentino (Buenos Aires, n. 1973)
- Mario Mazzuca, rugbista a 15 e dirigente sportivo italiano (Napoli, n. 1910 - Roma, † 1983)
- Mario Pavin, ex rugbista a 15 e allenatore di rugby a 15 italiano (Treviso, n. 1958)
- Mario Savi, ex rugbista a 15 e dirigente sportivo italiano (Casalmaggiore, n. 1973)

## Saggisti(3)
- Mario Palmaro, saggista italiano (Cesano Maderno, n. 1968 - Monza, † 2014)
- Mario Praz, saggista, anglista e scrittore italiano (Roma, n. 1896 - Roma, † 1982)
- Mario Andrea Rigoni, saggista, scrittore e poeta italiano (Asiago, n. 1948 - Montebelluna, † 2021)

## Saltatori con gli sci(2)
- Mario Bonomo, saltatore con gli sci italiano (Asiago, n. 1912 - Asiago, † 1983)
- Mario Cavalla, saltatore con gli sci italiano (Torino, n. 1902 - Bordighera, † 1962)

## Sassofonisti(2)
- Mario Marzi, sassofonista italiano (San Giovanni in Marignano, n. 1964)
- Mario Schiano, sassofonista italiano (Napoli, n. 1933 - Roma, † 2008)

## Scacchisti(5)
- Mario Bertok, scacchista e giornalista croato (Zagabria, n. 1929 - Zagabria, † 2008)
- Mario Lanzani, scacchista italiano (Milano, n. 1963)
- Mario Leoncini, scacchista e scrittore italiano (San Gimignano, n. 1956)
- Mario Monticelli, scacchista e giornalista italiano (Venezia, n. 1902 - Milano, † 1995)
- Mario Napolitano, scacchista italiano (Acquaviva delle Fonti, n. 1910 - Firenze, † 1995)

## Sceneggiatori(7)
- Mario Casacci, sceneggiatore italiano (Pontedera, n. 1920 - Roma, † 1995)
- Mario Di Nardo, sceneggiatore italiano (Roma, n. 1929)
- Alberto Doria, sceneggiatore e regista italiano (Firenze, n. 1901 - Bologna, † 1944)
- Mario Foglietti, sceneggiatore, regista e critico cinematografico italiano (Catanzaro, n. 1936 - Catanzaro, † 2016)
- Mario Guerra, sceneggiatore italiano (Roma, n. 1922 - † 1991)
- Mario Massa, sceneggiatore, regista e scrittore italiano (Foggia, n. 1897 - Milano, † 1973)
- Mario Moroni, sceneggiatore e regista italiano

## Scenografi(5)
- Mario Ambrosino, scenografo e attore italiano (Venezia, n. 1936)
- Mario Chiari, scenografo, costumista e sceneggiatore italiano (Firenze, n. 1909 - Roma, † 1989)
- Mario Garbuglia, scenografo italiano (Civitanova Marche, n. 1927 - Roma, † 2010)
- Mario Molli, scenografo e attore cinematografico italiano (Firenze, n. 1932 - Firenze, † 2007)
- Mario Pompei, scenografo, illustratore e scrittore italiano (Terni, n. 1903 - Roma, † 1958)

## Schermidori(7)
- Mario Curletto, schermidore, maestro di scherma e dirigente sportivo italiano (Livorno, n. 1935 - Livorno, † 2004)
- Mario Mangiarotti, schermidore e dirigente sportivo italiano (Renate, n. 1920 - Bergamo, † 2019)
- Mario Tullio Montano, schermidore italiano (Montecatini Terme, n. 1944 - Livorno, † 2017)
- Mario Aldo Montano, ex schermidore italiano (Livorno, n. 1948)
- Mario Ravagnan, schermidore italiano (Padova, n. 1930 - Torino, † 2006)
- Mario Valota, schermidore svizzero (n. 1918 - † 2000)
- Mario Visconti, schermidore italiano (Iquique, n. 1907 - Genova, † 1972)

## Sciatori alpini(5)
- Mario Bergamin, ex sciatore alpino svizzero (Lenzerheide, n. 1947)
- Mario Karelly, ex sciatore alpino austriaco (n. 1992)
- Mario Matt, ex sciatore alpino austriaco (Zams, n. 1979)
- Mario Reiter, ex sciatore alpino austriaco (Rankweil, n. 1970)
- Mario Scardanzan, ex sciatore alpino italiano (Falcade, n. 1964)

## Scrittori(49)
- Mario Agliati, scrittore, giornalista e storico svizzero (Lugano, n. 1922 - Lugano, † 2011)
- Mario Amadeo, scrittore e diplomatico argentino (Buenos Aires, n. 1911 - † 1983)
- Mario Barbero, scrittore e giornalista italiano (Torino, n. 1936)
- Mario Bellatin, scrittore messicano (Città del Messico, n. 1960)
- Mario Benzing, scrittore e traduttore italiano (Como, n. 1896 - Milano, † 1958)
- Mario Biondi, scrittore, giornalista e traduttore italiano (Milano, n. 1939)
- Mario Bonfantini, scrittore, critico letterario e sceneggiatore italiano (Novara, n. 1904 - Torino, † 1978)
- Mario Broglio, scrittore, pittore e scultore italiano (Piacenza, n. 1891 - San Michele di Moriano, † 1948)
- Mario Carli, scrittore, giornalista e poeta italiano (San Severo, n. 1888 - Roma, † 1935)
- Mario Cavatore, scrittore italiano (Cuneo, n. 1946 - Cuneo, † 2018)
- Mario Luigi Cerati, scrittore e giornalista italiano (Genova, n. 1876 - Pieve Porto Morone, † 1913)
- Mario Colombi Guidotti, scrittore e critico letterario italiano (Parma, n. 1922 - Parma, † 1955)
- Mario Coloretti, scrittore italiano (Reggio Emilia, n. 1958 - Albinea, † 2018)
- Mario Deiana, scrittore e regista italiano (Ardauli, n. 1945 - Milis, † 2017)
- Mario Desiati, scrittore, poeta e giornalista italiano (Locorotondo, n. 1977)
- Mario Di Desidero, scrittore e sceneggiatore italiano (Lanciano, n. 1964)
- Mario Farinella, scrittore, giornalista e poeta italiano (Caltanissetta, n. 1922 - Palermo, † 1993)
- Mario Farneti, scrittore e giornalista italiano (Gubbio, n. 1950)
- Mario Fortunato, scrittore e giornalista italiano (Cirò, n. 1958)
- Mario Giordano, scrittore e sceneggiatore tedesco (Monaco di Baviera, n. 1963)
- Mario Giorgi, scrittore, regista e blogger italiano (Bologna, n. 1956)
- Mario Gozzini, scrittore, politico e giornalista italiano (Firenze, n. 1920 - Firenze, † 1999)
- Mario Grasselli, scrittore e saggista italiano (Pisa, n. 1924 - Firenze, † 2019)
- Mario Guarino, scrittore e giornalista italiano (Castronuovo di Sant'Andrea, n. 1940)
- Mario La Cava, scrittore italiano (Bovalino, n. 1908 - Bovalino, † 1988)
- Mario Levi, scrittore turco (Istanbul, n. 1957 - Istanbul, † 2024)
- Mario Levrero, scrittore, fotografo e fumettista uruguaiano (Montevideo, n. 1940 - Montevideo, † 2004)
- Mario Lunetta, scrittore italiano (Roma, n. 1934 - Roma, † 2017)
- Mario Mariani, scrittore, poeta e giornalista italiano (Roma, n. 1883 - San Paolo del Brasile, † 1951)
- Mario Maria Martini, scrittore italiano (n. 1880 - † 1953)
- Mario Monti, scrittore, curatore editoriale e giornalista italiano (Milano, n. 1925 - Milano, † 1999)
- Mario Morais, scrittore, commediografo e regista cinematografico italiano (Livorno, n. 1859 - Torino, † 1922)
- Mario Morasso, scrittore, poeta e saggista italiano (Genova, n. 1871 - Varazze, † 1938)
- Mario Morisi, scrittore e giornalista francese (Neuilly-sur-Seine, n. 1951)
- Mario Motta, scrittore italiano (Torino, n. 1923 - Roma, † 2013)
- Mario Picchi, scrittore, traduttore e critico letterario italiano (Livorno, n. 1927 - Roma, † 1996)
- Mario Pincherle, scrittore italiano (Bologna, n. 1919 - Bientina, † 2012)
- Mario Pomilio, scrittore, saggista e giornalista italiano (Orsogna, n. 1921 - Napoli, † 1990)
- Mario Pratesi, scrittore italiano (Santa Fiora, n. 1842 - Firenze, † 1921)
- Mario Puccini, scrittore italiano (Senigallia, n. 1887 - Roma, † 1957)
- Mario Puzo, scrittore e sceneggiatore statunitense (New York, n. 1920 - Long Island, † 1999)
- Mario Rodríguez Cobos, scrittore argentino (Mendoza, n. 1938 - Mendoza, † 2010)
- Mario Scaglia, scrittore e poeta italiano (Savona, n. 1931 - Savona, † 2006)
- Mario Schettini, scrittore e giornalista italiano (Napoli, n. 1918 - Milano, † 1969)
- Mario Soldati, scrittore, giornalista e saggista italiano (Torino, n. 1906 - Lerici, † 1999)
- Mario Specchio, scrittore, poeta e traduttore italiano (Siena, n. 1946 - Montepulciano, † 2012)
- Mario Spinella, scrittore e giornalista italiano (Varese, n. 1918 - Milano, † 1994)
- Mario Uderzo, scrittore, teologo e regista italiano (Verona, n. 1933)
- Mario Viana, scrittore italiano (Candelo, n. 1883 - Roma, † 1976)

## Scultori(20)
- Mario Biglioli, scultore italiano (Romano di Lombardia, n. 1890 - Milano, † 1983)
- Mario Cappelli, scultore italiano (Prato, n. 1915 - † 1978)
- Mario Carlesi, scultore italiano (Livorno, n. 1890 - Lucca, † 1968)
- Mario Ceconi di Montececon, scultore italiano (Trieste, n. 1893 - Milano, † 1980)
- Mario Ceroli, scultore e scenografo italiano (Castel Frentano, n. 1938)
- Mario Giansone, scultore e pittore italiano (Torino, n. 1915 - Torino, † 1997)
- Mario Korbel, scultore ceco (Osík, n. 1882 - New York, † 1954)
- Mario Moschetti, scultore italiano (Roma - Catania, † 1960)
- Mario Moschi, scultore e medaglista italiano (Lastra a Signa, n. 1896 - Firenze, † 1971)
- Mario Negri, scultore e critico d'arte italiano (Tirano, n. 1916 - Milano, † 1987)
- Mario Pais de Libera, scultore italiano (Auronzo di Cadore, n. 1920 - Thiene, † 2010)
- Mario Porcù, scultore italiano (Villamassargia, n. 1917 - Savona, † 2001)
- Mario Robaudi, scultore, pittore e docente italiano (Imola, n. 1933 - Milano, † 2010)
- Benedetto Robazza, scultore italiano (Roma, n. 1934 - Roma, † 2020)
- Mario Rudelli, scultore italiano (Cinisello Balsamo, n. 1938)
- Mario Rutelli, scultore italiano (Palermo, n. 1859 - Roma, † 1941)
- Mario Salazzari, scultore, partigiano e poeta italiano (Lugagnano di Sona, n. 1904 - Verona, † 1993)
- Mario Salvini, scultore e imprenditore italiano (Reggio Emilia, n. 1863 - Firenze, † 1940)
- Mario Sarto, scultore italiano (Codigoro, n. 1885 - Bologna, † 1955)
- Mario Vinci, scultore italiano (Acquapendente, n. 1934 - Acquapendente, † 2018)

## Siepisti(1)
- Mario Bazán, siepista e mezzofondista peruviano (Lima, n. 1987)

## Sindacalisti(6)
- Mario Chiri, sindacalista e avvocato italiano (Pavia, n. 1883 - Roma, † 1915)
- Mario Didò, sindacalista e politico italiano (Livry-Gargan, n. 1926 - Varese, † 2007)
- Mario Giannini, sindacalista e politico italiano (Bari, n. 1925 - † 2000)
- Mario Sepi, sindacalista italiano (Merano, n. 1941 - Roma, † 2011)
- Mario Toros, sindacalista e politico italiano (Pagnacco, n. 1922 - Udine, † 2018)
- Mario Alberto Zingaretti, sindacalista, partigiano e antifascista italiano (Arcevia, n. 1890 - Ancona, † 1972)

## Sociologi(1)
- Mario D'Angelo, sociologo e politologo francese (Hombourg, n. 1954)

## Sollevatori(2)
- Mario Giambelli, sollevatore italiano (Desio, n. 1897)
- Mario Martinez, sollevatore statunitense (Salinas, n. 1957 - Dublin, † 2018)

## Sportivi(1)
- Mario Riccardi, sportivo italiano (Pavia, n. 1931 - Salta, † 2006)

## Statistici(1)
- Mario de Vergottini, statistico italiano (Parenzo, n. 1901 - Roma, † 1971)

## Storici(17)
- Mario Ascheri, storico italiano (Ventimiglia, n. 1944)
- Mario Avagliano, storico e saggista italiano (Cava de' Tirreni, n. 1966)
- Mario Battistini, storico e storico della scienza italiano (Volterra, n. 1885 - Schaerbeek, † 1953)
- Mario Ferruccio Belli, storico e giornalista italiano (San Vito di Cadore, n. 1932 - Cortina d'Ampezzo, † 2024)
- Alberto Caracciolo, storico italiano (Livorno, n. 1926 - Roma, † 2002)
- Mario Chiaudano, storico italiano (Roma, n. 1889 - Torino, † 1973)
- Mario Niccolò Conti, storico, linguista e saggista italiano (La Spezia, n. 1898 - Levanto, † 1988)
- Mario Del Treppo, storico italiano (Pola, n. 1929 - Napoli, † 2024)
- Mario Isnenghi, storico italiano (Venezia, n. 1938)
- Mario Attilio Levi, storico e archeologo italiano (Torino, n. 1902 - Pregassona, † 1998)
- Mario Lupo, storico, bibliotecario e religioso italiano (Bergamo, n. 1720 - † 1789)
- Mario Maggi, storico italiano (Montefano, n. 1924 - Recanati, † 2013)
- Mario Polia, storico, antropologo e archeologo italiano (Roma, n. 1947)
- Mario Sbriccoli, storico italiano (Macerata, n. 1941 - Macerata, † 2005)
- Mario Toscano, storico e diplomatico italiano (Torino, n. 1908 - Roma, † 1968)
- Mario Tosti, storico italiano (Chiusi, n. 1953)
- Mario Vinciguerra, storico e antifascista italiano (Napoli, n. 1887 - Roma, † 1972)

## Storici dell'arte(3)
- Mario Salmi, storico dell'arte e critico d'arte italiano (San Giovanni Valdarno, n. 1889 - Roma, † 1980)
- Mario Sartor, storico dell'arte italiano (Padova, n. 1946)
- Mario Ursino, storico dell'arte, saggista e critico d'arte italiano (Napoli, n. 1944 - Roma, † 2019)

## Storici della filosofia(1)
- Mario Vegetti, storico della filosofia e traduttore italiano (Milano, n. 1937 - Milano, † 2018)

## Storici delle religioni(1)
- Mario Niccoli, storico delle religioni italiano (La Spezia, n. 1904 - Roma, † 1964)

## Stuntman(1)
- Mario Luraschi, stuntman francese (Binago, n. 1947)

## Taekwondoka(2)
- Mario Guerra Salinas, taekwondoka cileno (n. 1984)
- Mario Gentil Silva, taekwondoka portoghese (Braga, n. 1993)

## Tennisti(6)
- Mario Belardinelli, tennista e dirigente sportivo italiano (Roma, n. 1919 - Formia, † 1998)
- Mario Llamas, tennista messicano (Città del Messico, n. 1928 - † 2014)
- Mario Martínez, ex tennista boliviano (La Paz, n. 1961)
- Mario Radić, ex tennista croato (Spalato, n. 1982)
- Mario Tabares, ex tennista cubano (L'Avana, n. 1965)
- Mario Vilella Martínez, ex tennista spagnolo (Elche, n. 1995)

## Tenori(7)
- Mario Carlin, tenore italiano (Báta, n. 1915 - Lavagna, † 1984)
- Mario Del Monaco, tenore italiano (Firenze, n. 1915 - Mestre, † 1982)
- Mario Ferrara, tenore italiano (Palermo, n. 1929 - Roma, † 2010)
- Mario Filippeschi, tenore italiano (Montefoscoli, n. 1907 - Firenze, † 1979)
- Mario Frangoulis, tenore greco (Zimbabwe, n. 1966)
- Mario Malagnini, tenore italiano (Salò, n. 1958)
- Mario Tiberini, tenore italiano (San Lorenzo in Campo, n. 1826 - Reggio Emilia, † 1880)

## Teologi(1)
- Mario Javier Sabán, teologo argentino (Buenos Aires, n. 1966)

## Terroristi(4)
- Mario Galesi, terrorista italiano (Macerata, n. 1966 - Arezzo, † 2003)
- Mario Moretti, terrorista italiano (Porto San Giorgio, n. 1946)
- Mario Rossi, ex terrorista italiano (Genova, n. 1942)
- Mario Tuti, ex terrorista italiano (Empoli, n. 1946)

## Tipografi(1)
- Mario Giacomelli, tipografo, fotografo e pittore italiano (Senigallia, n. 1925 - Senigallia, † 2000)

## Tiratori a segno(1)
- Mario Zorzi, tiratore a segno italiano (Mattarello, n. 1910 - Frascati, † 1944)

## Traduttori(2)
- Mario Carpitella, traduttore e autore televisivo italiano (Torino, n. 1930 - Roma, † 2008)
- Mario Scandola, traduttore e latinista italiano

## Triatleti(1)
- Mario Mola, triatleta spagnolo (Palma di Maiorca, n. 1990)

## Triplisti(1)
- Mario Frosali, triplista e lunghista italiano (San Giovanni Valdarno, n. 1912 - Roma, † 1971)

## Trombonisti(1)
- Mario Pezzotta, trombonista e compositore italiano (Alzano Lombardo, n. 1920 - Bollate, † 2004)

## Ultramaratoneti(3)
- Mario Ardemagni, ex ultramaratoneta italiano (Seregno, n. 1963)
- Mario Fattore, ultramaratoneta italiano (Lanciano, n. 1975)
- Mario Pirotta, ultramaratoneta italiano (Ranica, n. 1957)

## Umanisti(2)
- Mario Equicola, umanista e scrittore italiano (Alvito - Mantova, † 1525)
- Mario Nizolio, umanista e filosofo italiano (Brescello, n. 1488 - Sabbioneta, † 1567)

## Umoristi(1)
- Mario Brancacci, umorista e sceneggiatore italiano (Serracapriola, n. 1910 - Roma, † 1991)

## Velisti(2)
- Mario Bruzzone, velista italiano (Genova, n. 1887 - Genova, † 1940)
- Mario Celon, velista italiano (Verona, n. 1959)

## Velocisti(5)
- Mario Colarossi, velocista italiano (Tripoli, n. 1929 - Mantova, † 2010)
- Mario De Negri, velocista e ostacolista italiano (Chiavari, n. 1901 - Genova, † 1978)
- Mario Forsythe, velocista giamaicano (n. 1985)
- Mario Longo, ex velocista italiano (Napoli, n. 1964)
- Mario Riccoboni, velocista italiano (Sampierdarena, n. 1889 - Monterosso al Mare, † 1968)

## Vescovi(1)
- Mario di Avenches, vescovo, storico e santo franco (n. 532 - Losanna, † 596)

## Vescovi cattolici(17)
- Mario Cecchini, vescovo cattolico italiano (Piticchio di Arcevia, n. 1933 - Senigallia, † 2021)
- Mario Ceccobelli, vescovo cattolico italiano (Marsciano, n. 1941)
- Mario Renato Cornejo Radavero, vescovo cattolico peruviano (Lima, n. 1927 - Rouen, † 2015)
- Mario Eduardo Dorsonville-Rodríguez, vescovo cattolico colombiano (Bogotà, n. 1960 - Kenner, † 2024)
- Mario Farci, vescovo cattolico italiano (Quartu Sant'Elena, n. 1967)
- Mario Fiandri, vescovo cattolico italiano (Arborea, n. 1947)
- Mario Longo Dorni, vescovo cattolico italiano (Ornavasso, n. 1907 - Poggio a Caiano, † 1985)
- Mario Meini, vescovo cattolico italiano (Peccioli, n. 1946)
- Mario Giuseppe Mirone, vescovo cattolico italiano (Catania, n. 1789 - † 1864)
- Mario Oliveri, vescovo cattolico italiano (Campo Ligure, n. 1944)
- Mario Paciello, vescovo cattolico italiano (Barcellona Pozzo di Gotto, n. 1937)
- Mario Rossi, vescovo cattolico italiano (Massino Visconti, n. 1914 - Vigevano, † 1988)
- Mario Russotto, vescovo cattolico italiano (Vittoria, n. 1957)
- Mario Rino Sivieri, vescovo cattolico italiano (Castelmassa, n. 1942 - Aracaju, † 2020)
- Mario Sturzo, vescovo cattolico italiano (Caltagirone, n. 1861 - Piazza Armerina, † 1941)
- Mario Toso, vescovo cattolico e filosofo italiano (Mogliano Veneto, n. 1950)
- Mario Vaccari, vescovo cattolico italiano (Genova, n. 1959)

## Vetrai(1)
- Mario Giovanni Tolleri, vetraio e pittore italiano (Firenze, n. 1888 - Firenze, † 1954)

## Violinisti(4)
- Mario Corti, violinista e compositore italiano (Guastalla, n. 1882 - Roma, † 1957)
- Mario Hossen, violinista bulgaro (Plovdiv, n. 1971)
- Mario Ruminelli, violinista italiano (Domodossola, n. 1907 - Genova, † 1994)
- Mario Trabucco, violinista italiano (Leivi, n. 1951 - Leivi, † 2025)

## Violoncellisti(1)
- Mario Brunello, violoncellista italiano (Castelfranco Veneto, n. 1960)

## Wrestler(2)
- Mario Milano, wrestler e attore italiano (Trieste, n. 1935 - Victoria, † 2016)
- Angelo Savoldi, wrestler italiano (Castrocielo, n. 1914 - Parsippany-Troy Hills, † 2013)

## Zoologi(3)
- Mario Benazzi, zoologo italiano (Cento, n. 1902 - Pisa, † 1997)
- Mario Lessona, zoologo italiano (Genova, n. 1855 - Torino, † 1911)
- Mario Salfi, zoologo, biologo e entomologo italiano (Cosenza, n. 1900 - Napoli, † 1970)

## Senza attività specificata(13)
- Mario Felice Boano, carrozziere e designer italiano (Torino, n. 1903 - Torino, † 1989)
- Mario Bonsignore, ex politico italiano (Asmara, n. 1948)
- Alejandro Canale, allenatore di rugby a 15, dirigente sportivo e ex rugbista a 15 argentino (Córdoba, n. 1954)
- Mario Carta, ingegnere minerario italiano (Iglesias, n. 1910 - Cagliari, † 1985)
- Mario De Meo, ex taekwondoka italiano (Formia, n. 1974)
- Mario Iaquone, tecnico del suono italiano
- Mario Limentani, superstite dell'Olocausto italiano (Venezia, n. 1923 - Roma, † 2014)
- Mario Lovelli, ex politico italiano (Tortona, n. 1949)
- Mario Piccioli, superstite dell'Olocausto italiano (Firenze, n. 1926 - Firenze, † 2010)
- Mario Sabattini, sinologo e saggista italiano (Roma, n. 1944 - Venezia, † 2017)
- Mario Scalise, iamatologo, traduttore e critico letterario italiano (Proserpio, n. 1924 - Milano, † 2003)
- Mario Scotti, italianista italiano (Napoli, n. 1930 - Roma, † 2008)
- Mario Valducci, ex politico e imprenditore italiano (Milano, n. 1959)